# Tournoi des Six Nations 2011
Cet article traite de l'épreuve masculine. Pour la compétition féminine, voir Tournoi des Six Nations féminin 2011.
Pour un article plus général, voir Tournoi des Six Nations.
Navigation
Tournoi 2010 Tournoi 2012
Le Tournoi des Six Nations 2011, ou Tournoi RBS des Six Nations pour des raisons de sponsoring, se déroule du 4 février au 19 mars 2011. Comme chaque année, cinq journées sont disputées en février et mars. La compétition s'étend sur sept semaines, avec des pauses avant et après la troisième journée. Chacune des six nations participantes affronte toutes les autres. Les trois équipes qui ont en 2011 l'avantage de jouer un match de plus à domicile que les autres sont l'Italie, l'Angleterre et l'Écosse. Pour la première fois de l'histoire du Tournoi, le premier match se joue un vendredi soir. Toutes les équipes participantes se retrouvent avec les mêmes entraîneurs que lors de l'édition précédente.
L'Angleterre remporte ce tournoi sans pour autant réaliser le Grand Chelem, mis en échec par l'Irlande dans le dernier match. Les Anglais remportent également la Calcutta Cup lors de leur opposition face aux Écossais. L'Irlande, troisième au classement, remporte deux récompenses : le Centenary Quaich acquis grâce à sa victoire sur le XV du chardon et le Millennium Trophy remporté face aux Anglais. L'Italie remporte pour la première fois le Trophée Garibaldi grâce à sa première victoire contre la France dans la compétition, mais en perdant son dernier match contre l’Écosse, elle termine pour la neuvième fois dernière depuis son entrée dans la compétition en 2000. L'Italien Andrea Masi est élu meilleur joueur du tournoi, devenant le premier Italien à être distingué pour ce titre. Il devance son compatriote Fabio Semenzato deuxième ainsi que l'Irlandais Sean O'Brien et l'Anglais Toby Flood respectivement troisième et quatrième.

## Villes et stades
L'équipe d’Irlande utilise son nouveau stade l'Aviva Stadium dans le cadre du Tournoi pour cette édition. Cette enceinte a été bâti sur l'ancien site de Lansdowne Road. Depuis le Tournoi des Six Nations 2007, année du début des travaux de l'Aviva Stadium, la Irish Rugby Football Union (IRFU) a négocié avec l'association athlétique gaélique le prêt du stade de Croke Park pour les matchs internationaux de rugby de l'équipe d'Irlande. L'équipe d'Irlande a inauguré l'Aviva Stadium lors des test matchs de novembre 2010.
| Londres (Angleterre)                  | Saint-Denis (France)              | Édimbourg (Écosse)                    |
| ------------------------------------- | --------------------------------- | ------------------------------------- |
| Stade de Twickenham Capacité : 82 000 | Stade de France Capacité : 81 338 | Murrayfield Stadium Capacité : 67 130 |
| Le Stade de Twickenham à Londres.     | La stade France à Saint-Denis.    | Le stade Murrayfield à Édimbourg.     |
| Rome (Italie)                         | Dublin (Irlande)                  | Cardiff (Pays de Galles)              |
| Stade Flaminio Capacité : 30 000      | Aviva Stadium Capacité : 51 700   | Millennium Stadium Capacité : 74 500  |
| Le stade Flaminio à Rome.             | Aviva Stadium à Dublin            | Le Millenium Stadium à Cardiff.       |

## Acteurs du Tournoi des Six Nations

Participants au Tournoi des Six Nations

### Joueurs
Cette liste énumère les effectifs des équipes participantes au Tournoi 2011. Chaque pays peut désigner 39 joueurs pour disputer la compétition. Durant la compétition, les entraîneurs ont la possibilité de faire des changements et sélectionner de nouveaux joueurs pour des raisons tactiques ou à la suite de blessures.

#### Angleterre
Martin Johnson annonce son groupe de 33 joueurs le 11 janvier 2011. Il comprend 18 avants et 15 arrières. À la suite de l'annonce officielle quatre joueurs quittent le groupe : Lewis Moody souffre d'une blessure au genou, Delon Armitage est suspendu après une agression d'un officiel, Tom Croft et Courtney Lawes. Les quatre joueurs appelés à les remplacer sont George Skivington, Phil Dowson, Tom Wood, et Nick Abendanon.
| Entraîneur | Entraîneur             | Martin Johnson |
| Avants     | Pilier                 | Dan Cole, Alex Corbisiero, Andrew Sheridan, Paul Doran-Jones, Tim Payne, David Wilson                                |
| Avants     | Talonneur              | Dylan Hartley, George Chuter, Steve Thompson                                                                         |
| Avants     | Deuxième ligne         | Louis Deacon, Courtney Lawes, Tom Palmer, Simon Shaw                                                                 |
| Avants     | Troisième ligne aile   | Tom Croft, James Haskell, Lewis Moody (cap.), George Skivington, Tom Wood, Hendre Fourie, Chris Robshaw, Joe Worsley |
| Avants     | Troisième ligne centre | Nick Easter |
| Arrières   | Demi de mêlée          | Joe Simpson, Danny Care, Ben Youngs                                                                                  |
| Arrières   | Demi d'ouverture       | Toby Flood, Charlie Hodgson, Jonny Wilkinson                                                                         |
| Arrières   | Centre                 | Shontayne Hape, Mike Tindall, Riki Flutey                                                                            |
| Arrières   | Ailier                 | Chris Ashton, Matt Banahan, Mark Cueto, James Simpson-Daniel                                                         |
| Arrières   | Arrière                | Nick Abendanon, Ben Foden                                                                                            |

#### Écosse
Andy Robinson rend publique la liste des joueurs retenus pour le Tournoi des Six Nations le 19 janvier 2011. Le groupe écossais est composé de 34 joueurs dont trois nouveaux capés : Robert Harley, Jack Cuthbert et Jon Welsh.
| Entraîneur | Entraîneur             | Andy Robinson                                                          |
| Avants     | Pilier                 | Geoff Cross, Allan Jacobsen, Moray Low, Euan Murray, Jon Welsh         |
| Avants     | Talonneur              | Ross Ford, Dougie Hall, Scott Lawson                                   |
| Avants     | Deuxième ligne         | Richie Gray, Nathan Hines, Alastair Kellock (cap.), Scott MacLeod      |
| Avants     | Troisième ligne aile   | John Barclay, Kelly Brown, Rob Harley, Ross Rennie, Alasdair Strokosch |
| Avants     | Troisième ligne centre | John Beattie, Richie Vernon                                            |
| Arrières   | Demi de mêlée          | Mike Blair, Rory Lawson, Greig Laidlaw                                 |
| Arrières   | Demi d'ouverture       | Ruaridh Jackson, Dan Parks                                             |
| Arrières   | Centre                 | Joe Ansbro, Nick De Luca, Alex Grove, Sean Lamont                      |
| Arrières   | Ailier                 | Simon Danielli, Max Evans, Sean Lamont, Nikki Walker                   |
| Arrières   | Arrière                | Jack Cuthbert, Chris Paterson, Hugo Southwell                          |

#### France
Marc Lièvremont dévoile sa liste de trente joueurs retenus pour le tournoi le 19 janvier 2011. Le groupe est composé de 16 avants et 14 arrières, dont huit joueurs de l'ASM Clermont Auvergne et sept du Stade toulousain.
| Entraîneur | Entraîneur             | Marc Lièvremont                                                                   |
| Avants     | Pilier                 | Thomas Domingo, Sylvain Marconnet, Luc Ducalcon, Nicolas Mas                      |
| Avants     | Talonneur              | William Servat, Guilhem Guirado                                                   |
| Avants     | Deuxième ligne         | Pascal Papé, Julien Pierre, Jérôme Thion, Lionel Nallet                           |
| Avants     | Troisième ligne aile   | Julien Bonnaire, Thierry Dusautoir (cap.), Fulgence Ouedraogo, Alexandre Lapandry |
| Avants     | Troisième ligne centre | Sébastien Chabal, Imanol Harinordoquy                                             |
| Arrières   | Demi de mêlée          | Dimitri Yachvili, Morgan Parra                                                    |
| Arrières   | Demi d'ouverture       | David Skrela, François Trinh-Duc                                                  |
| Arrières   | Centre                 | Yannick Jauzion, Maxime Mermoz, David Marty, Aurélien Rougerie, Damien Traille    |
| Arrières   | Ailier                 | Maxime Médard, Yoann Huget, Vincent Clerc                                         |
| Arrières   | Arrière                | Alexis Palisson, Clément Poitrenaud                                               |

#### Galles
Warren Gatland annonce sa liste de 28 joueurs pour le Tournoi des Six Nations le 23 janvier 2011. Le groupe est composé de 16 avants et 12 arrières. Le 25 janvier le troisième ligne des Scarlets Rob McCusker est appelé en raison de la blessure de Toby Faletau à une cheville. Le 1er février, l'ailier Leigh Halfpenny, victime d'une entorse à la cheville est forfait pour les deux premières rencontres.
| Entraîneur | Entraîneur             | Warren Gatland                                                             |
| Avants     | Pilier                 | Scott Andrews, Ryan Bevington, Paul James, Craig Mitchell, John Yapp       |
| Avants     | Talonneur              | Huw Bennett, Richard Hibbard, Matthew Rees(cap.)                           |
| Avants     | Deuxième ligne         | Alun Wyn Jones, Bradley Davies, Jonathan Thomas                            |
| Avants     | Troisième ligne aile   | Dan Lydiate, Rob McCusker, Josh Turnbull, Sam Warburton                    |
| Avants     | Troisième ligne centre | Ryan Jones, Toby Faletau, Andy Powell                                      |
| Arrières   | Demi de mêlée          | Tavis Knoyle, Dwayne Peel, Michael Phillips                                |
| Arrières   | Demi d'ouverture       | Stephen Jones, Rhys Priestland                                             |
| Arrières   | Centre                 | Jamie Roberts, Jonathan Davies, James Hook                                 |
| Arrières   | Ailier                 | Chris Czekaj, Leigh Halfpenny, Tom Prydie, Morgan Stoddart, Shane Williams |
| Arrières   | Arrière                | Lee Byrne                                                                  |

#### Irlande
Declan Kidney annonce sa liste le 19 janvier 2011. Le groupe irlandais est composé de 32 joueurs, dont six évoluent avec le Leinster, six avec l'Ulster et six avec le Munster. Andrew Trimble, victime d'une fracture à la main lors d'un match de Coupe d'Europe, est forfait pour le premier match du Tournoi contre l'Italie. L'ailier Tommy Bowe, touché à un genou, est forfait pour les premières rencontres, tout comme Stephen Ferris souffrant également du genou. Le 31 janvier, le demi de mêlée Tomas O'Leary, le troisième ligne Kevin McLaughlin et l'arrière Gavin Duffy sont rappelés afin de pallier les nombreuses blessures au sein du XV du trèfle.
| Entraîneur | Entraîneur             | Declan Kidney |
| Avants     | Pilier                 | Tony Buckley, Tom Court, Cian Healy, Mike Ross, John Hayes, Brett Wilkinson                                        |
| Avants     | Talonneur              | Rory Best, Jerry Flannery, Sean Cronin                                                                             |
| Avants     | Deuxième ligne         | Donncha O'Callaghan, Paul O'Connell (cap.), Leo Cullen, Mike McCarthy, Mick O'Driscoll, Donnacha Ryan, Devin Toner |
| Avants     | Troisième ligne aile   | Stephen Ferris, Denis Leamy, Kevin McLaughlin, Shane Jennings, Rhys Ruddock, David Wallace                         |
| Avants     | Troisième ligne centre | Jamie Heaslip, Sean O'Brien                                                                                        |
| Arrières   | Demi de mêlée          | Tomas O'Leary, Eoin Reddan, Peter Stringer                                                                         |
| Arrières   | Demi d'ouverture       | Jonathan Sexton, Ronan O'Gara                                                                                      |
| Arrières   | Centre                 | Brian O'Driscoll, Gordon D'Arcy, Nevin Spence, Paddy Wallace                                                       |
| Arrières   | Ailier                 | Tommy Bowe, Andrew Trimble, Keith Earls, Shane Horgan, Denis Hurley, Fergus McFadden, Johne Murphy, Andrew Trimble |
| Arrières   | Arrière                | Gavin Duffy, Luke Fitzgerald                                                                                       |

#### Italie
Nick Mallett annonce sa liste de 24 joueurs retenus pour les deux premiers matchs contre l'Irlande et l'Angleterre le 17 janvier 2011. Quatre nouveaux joueurs non capés sont retenus, l'ouvreur d'origine australienne Kris Burton, le talonneur Leonardo Ghiraldini, le centre Gonzalo Garcia et le pilier Ignacio Rouyet. Le 30 janvier, afin de préparer les deux premiers matchs du Tournoi contre l'Irlande et l'Angleterre le troisième ligne Josh Sole, le deuxième ligne Valerio Bernabo et le trois-quarts Matteo Pratichetti sont appelés au sein du groupe.
| Entraîneur | Entraîneur             | Nick Mallett                                                                                             |
| Avants     | Pilier                 | Martín Castrogiovanni, Lorenzo Cittadini, Andrea Lo Cicero, Salvatore Perugini, Ignacio Fernandez Rouyet |
| Avants     | Talonneur              | Leonardo Ghiraldini, Fabio Ongaro, Carlo Festuccia                                                       |
| Avants     | Deuxième ligne         | Quintin Geldenhuys, Valerio Bernabo, Carlo Del Fava, Santiago Dellapè                                    |
| Avants     | Troisième ligne aile   | Robert Barbieri, Paul Derbyshire, Alessandro Zanni, Josh Sole                                            |
| Avants     | Troisième ligne centre | Sergio Parisse (cap.), Manoa Vosawai                                                                     |
| Arrières   | Demi de mêlée          | Pablo Canavosio, Edoardo Gori, Fabio Semenzato, Tito Tebaldi                                             |
| Arrières   | Demi d'ouverture       | Kris Burton, Luciano Orquera                                                                             |
| Arrières   | Centre                 | Gonzalo Canale, Gonzalo García, Matteo Pratichetti, Alberto Sgarbi                                       |
| Arrières   | Ailier                 | Andrea Masi, Tommaso Benvenuti, Mirco Bergamasco                                                         |
| Arrières   | Arrière                | Luke McLean                                                                                              |

### Arbitres

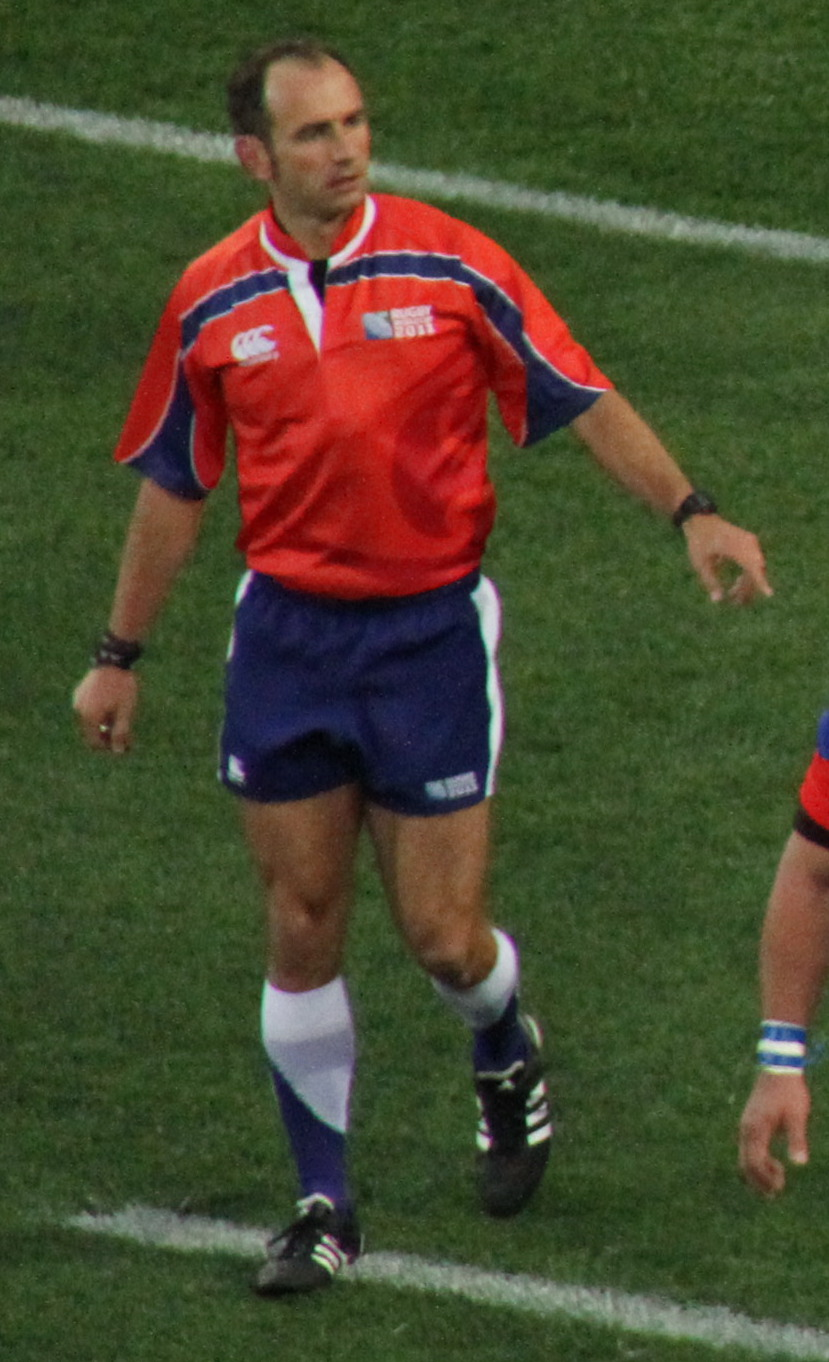
Romain Poite

Le Néo-Zélandais Steve Walsh devait arbitrer le match Angleterre-France, mais revenant de blessure il ne peut tenir son poste et est remplacé par l’Irlandais George Clancy. Steve Walsh remplace néanmoins Alain Rolland, initialement prévu sur Écosse-Italie lors de la dernière journée. Jérôme Garcès, arbitre de touche lors du tournoi, fait sa première apparition comme arbitre du centre en remplaçant Romain Poite, à la 59e minute, blessé au mollet lors du match Angleterre-Écosse à Twickenham. Ce-dernier est élu meilleur arbitre du Tournoi des Six Nations 2011 par le quotidien britannique The Telegraph. Ci-dessous, la liste des onze arbitres ayant officié lors du Tournoi des Six Nations :
| FIRA-AER                                                                                                   | FORU                           | CAR                               |
| --- | ------------------------------ | --------------------------------- |
| - Wayne Barnes - George Clancy - Jérôme Garcès - Nigel Owens - Dave Pearson - Romain Poite - Alain Rolland | - Bryce Lawrence - Steve Walsh | - Craig Joubert - Jonathan Kaplan |

## Les matchs
Les heures sont données dans les fuseaux utilisés par les pays participants : WET (UTC+0) dans les îles Britanniques et CET (UTC+1) en France et en Italie.
| Le 4 février à 19 h 45 | Millennium Stadium, Cardiff  | Pays de Galles | 19 – 26 | Angleterre |
| Le 5 février à 15 h 30 | Stade Flaminio, Rome         | Italie         | 11 – 13 | Irlande    |
| Le 5 février à 18 h    | Stade de France, Saint-Denis | France         | 34 – 21 | Écosse     |

| Le 12 février à 14 h 30 | Stade de Twickenham, Londres   | Angleterre | 59 – 13 | Italie         |
| Le 12 février à 17 h 30 | Murrayfield Stadium, Édimbourg | Écosse     | 6 – 24  | Pays de Galles |
| Le 13 février à 15 h 30 | Aviva Stadium, Dublin          | Irlande    | 22 – 25 | France         |

| Le 26 février à 15 h 30                 | Stade Flaminio, Rome           | Italie     | 16 – 24 | Pays de Galles |
| Le 26 février à 17 h (Le Crunch)        | Stade de Twickenham, Londres   | Angleterre | 17 – 9  | France         |
| Le 27 février à 15 h (Centenary Quaich) | Murrayfield Stadium, Édimbourg | Écosse     | 18 – 21 | Irlande        |

| Le 12 mars à 15 h 30 (Trophée Garibaldi) | Stade Flaminio, Rome         | Italie         | 22 – 21 | France  |
| Le 12 mars à 17 h                        | Millenium Stadium, Cardiff   | Pays de Galles | 19 – 13 | Irlande |
| Le 13 mars à 15 h (Calcutta Cup)         | Stade de Twickenham, Londres | Angleterre     | 22 – 16 | Écosse  |

| Le 19 mars à 14 h 30                  | Murrayfield Stadium, Édimbourg | Écosse  | 21 – 8 | Italie         |
| Le 19 mars à 17 h (Millennium Trophy) | Aviva Stadium, Dublin          | Irlande | 24 – 8 | Angleterre     |
| Le 19 mars à 20 h 45                  | Stade de France, Saint-Denis   | France  | 28 – 9 | Pays de Galles |

## Classement
| Rang | Nation         | J | V | N | D | Pm  | Pe  | Diff | Pts |
| ---- | -------------- | - | - | - | - | --- | --- | ---- | --- |
| 1    | Angleterre     | 5 | 4 | 0 | 1 | 132 | 81  | +51  | 8   |
| 2    | France (T)     | 5 | 3 | 0 | 2 | 117 | 91  | +26  | 6   |
| 3    | Irlande        | 5 | 3 | 0 | 2 | 93  | 81  | +12  | 6   |
| 4    | Pays de Galles | 5 | 3 | 0 | 2 | 95  | 89  | +6   | 6   |
| 5    | Écosse         | 5 | 1 | 0 | 4 | 82  | 109 | -27  | 2   |
| 6    | Italie         | 5 | 1 | 0 | 4 | 70  | 138 | -68  | 2   |

|  | Vainqueur du tournoi (no 1) |
|  | T : tenant du titre 2010    |

Attribution des points : Deux points sont attribués pour une victoire, un point pour un match nul, aucun point en cas de défaite.
Règles de classement : 1. point ; 2. différence de points de matchs ; 3. nombre d'essais marqués ; 4. titre partagé.

## Statistiques individuelles

### Meilleur joueur du tournoi

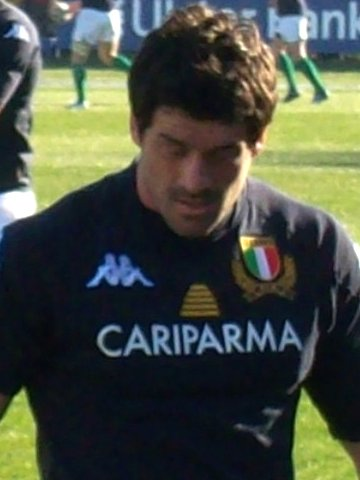
Andrea Masi

Andrea Masi est élu meilleur joueur du Tournoi 2011. C'est une première pour un joueur italien depuis la création de la récompense en 2004.

### Meilleurs marqueurs

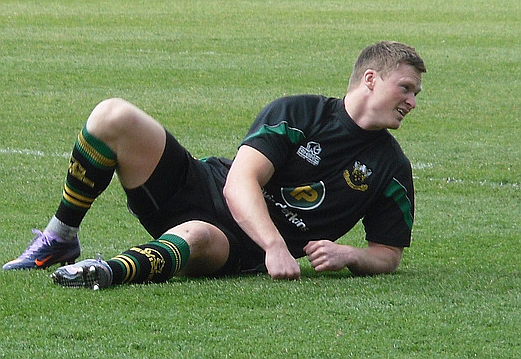
Chris Ashton (Angleterre)
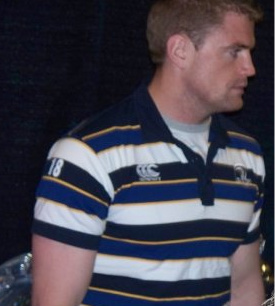
Jamie Heaslip (Irlande)
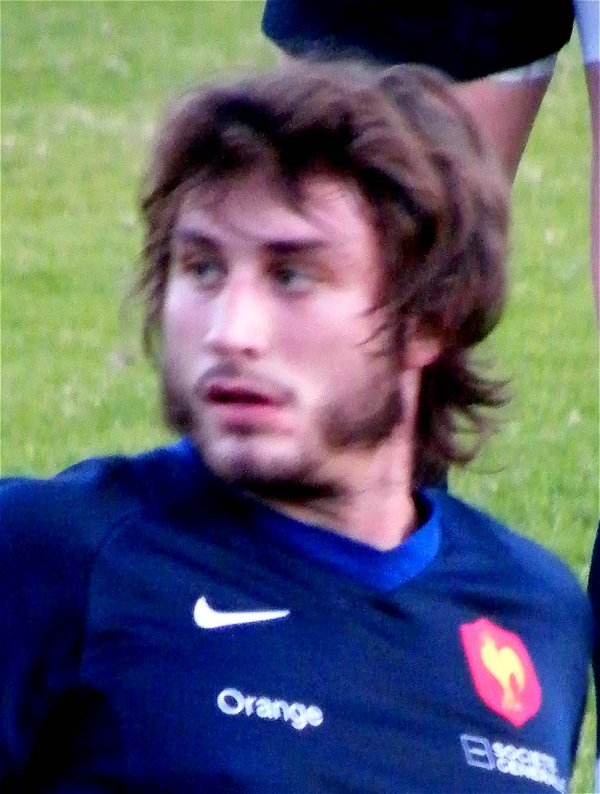
Maxime Médard (France)
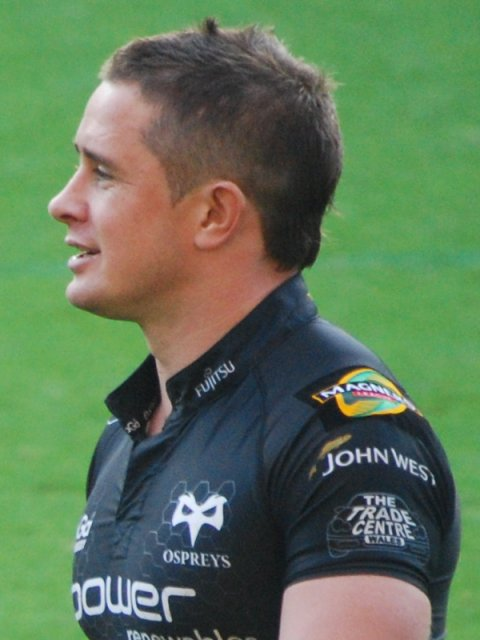
Shane Williams (Galles)

| Rang | Joueur           | Équipe         | Essais |
| ---- | ---------------- | -------------- | ------ |
| 1    | Chris Ashton     | Angleterre     | 6      |
| 2    | Brian O'Driscoll | Irlande        | 3      |
| 3    | Vincent Clerc    | France         | 2      |
| -    | Jamie Heaslip    | Irlande        | 2      |
| -    | Andrea Masi      | Italie         | 2      |
| -    | Maxime Médard    | France         | 2      |
| -    | Lionel Nallet    | France         | 2      |
| -    | Morgan Stoddart  | Pays de Galles | 2      |
| -    | Shane Williams   | Pays de Galles | 2      |

### Meilleurs réalisateurs

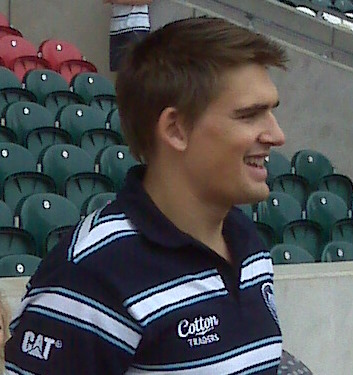
Toby Flood (Angleterre)
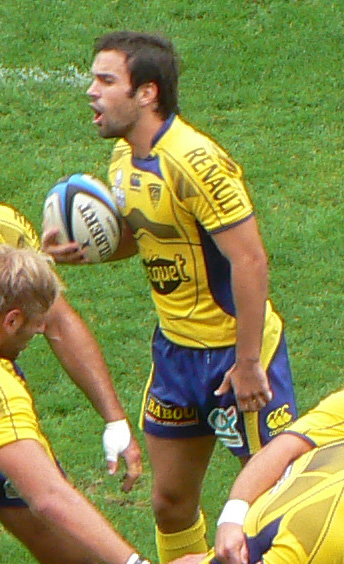
Morgan Parra (France)
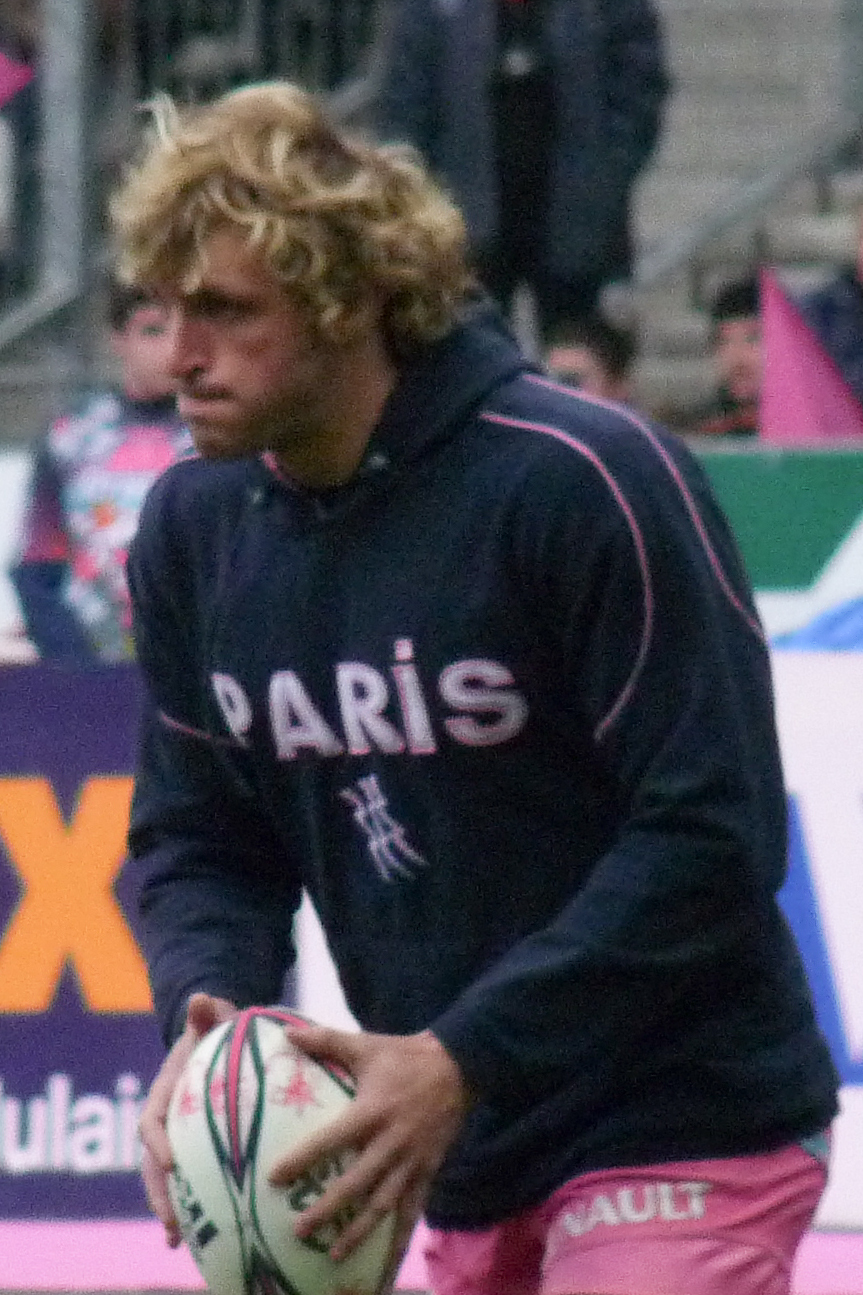
Mirco Bergamasco (Italie)

| Rang | Joueur           | Équipe         | Points | Essais | Transf. | Pén. | Drops |
| ---- | ---------------- | -------------- | ------ | ------ | ------- | ---- | ----- |
| 1    | Toby Flood       | Angleterre     | 50     | 0      | 7       | 12   | 0     |
| 2    | Morgan Parra     | France         | 48     | 1      | 5       | 11   | 0     |
| 3    | Mirco Bergamasco | Italie         | 40     | 0      | 2       | 12   | 0     |
| -    | James Hook       | Pays de Galles | 40     | 0      | 2       | 11   | 1     |
| 5    | Chris Paterson   | Écosse         | 31     | 0      | 2       | 9    | 0     |
| 6    | Chris Ashton     | Angleterre     | 30     | 6      | 0       | 0    | 0     |
| 7    | Jonathan Sexton  | Irlande        | 26     | 0      | 4       | 6    | 0     |
| 8    | Ronan O'Gara     | Irlande        | 24     | 1      | 5       | 2    | 1     |
| 9    | Stephen Jones    | Pays de Galles | 22     | 0      | 2       | 6    | 0     |
| 10   | Dimitri Yachvili | France         | 21     | 0      | 3       | 5    | 0     |

## Contexte d'avant Tournoi

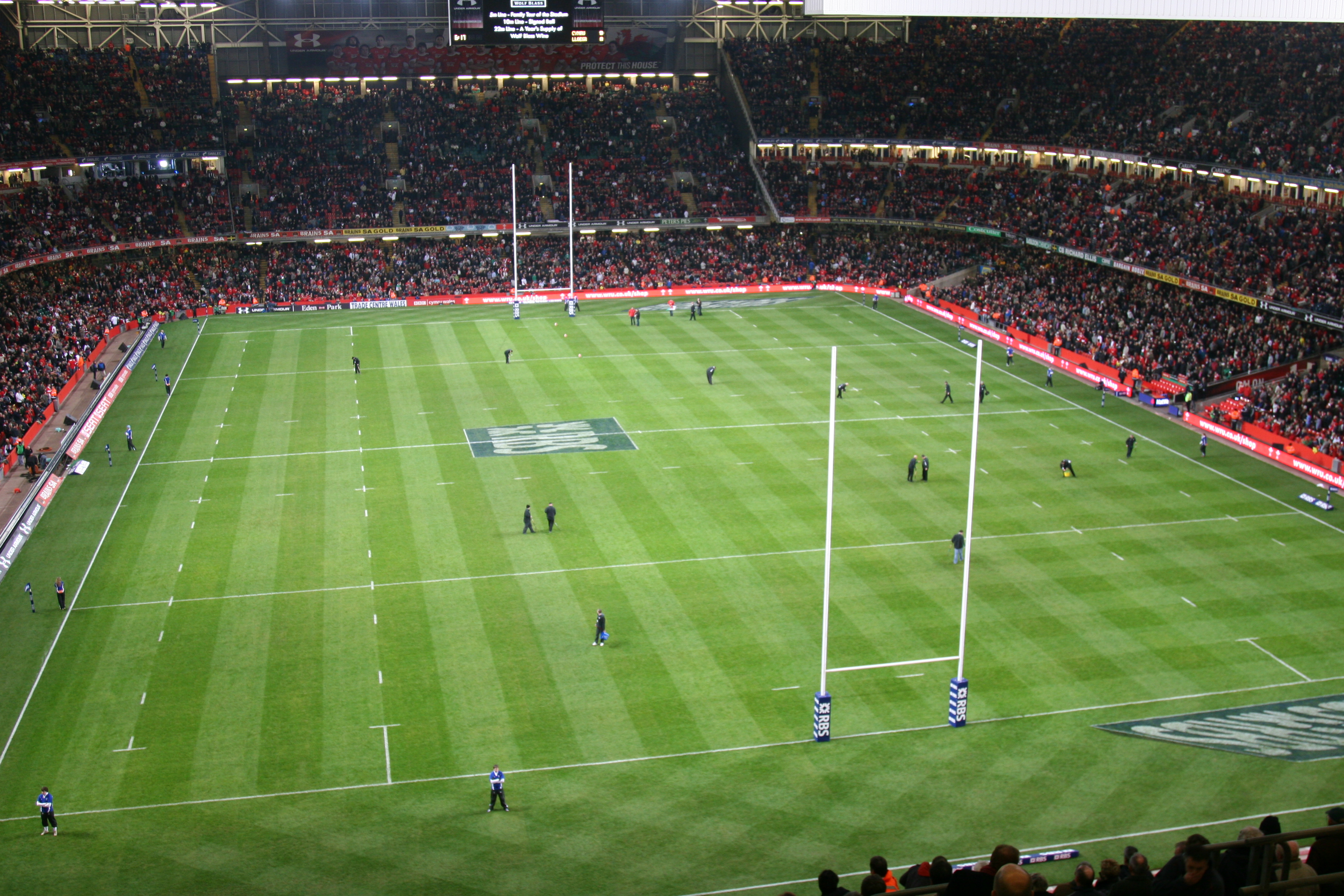
Pays de Galles contre Angleterre (Tournoi des Six Nations), Millennium Stadium, Cardiff, Pays de Galles, vue vers le nord

L'édition 2011 s'inscrit dans une année de coupe du monde. À sept mois de l'échéance finale en Nouvelle-Zélande qui a lieu du 9 septembre au 23 octobre, le classement final conditionnera la préparation pour chaque nation.
L'Angleterre aborde le Tournoi 2011 avec l'intention de remporter la compétition qui lui échappe depuis 2003, année de son sacre mondial. Le XV de la Rose, dirigé par Martin Johnson, reçoit à trois reprises dans son stade, mais doit se déplacer au Millennium Stadium de Cardiff et à Dublin . Les Anglais, qui ont parfaitement réussi les tests match d’automne, font figure de favoris. L'ambition du XV du Chardon dirigé par Andy Robinson est de se rassurer avant le mondial en Nouvelle-Zélande en terminant au-delà des deux dernières places où elle se cantonne depuis 2007. La France est tenante du titre mais ne revendique pas un statut de favori. L'équipe de Marc Lièvremont a souffert durant la tournée d'été et a sombré devant l'Australie (59-16) à l'automne. C'est sur les bases de ces échecs que les Bleus abordent un Tournoi difficile avec trois déplacements en Angleterre, en Irlande et en Italie. Le pays de Galles conduit par le Néo-Zélandais Warren Gatland sort d'une année 2010 décevante avec seulement deux victoires pour neuf défaites et un match nul. Les Gallois disposent d'un calendrier favorable mais doivent recevoir dès la première journée le voisin Anglais. Le XV du Poireau ne se présente pas comme un favori mais peut créer la surprise. L'Irlande reste sur six défaites en dix matchs en 2010. Le XV du Trèfle doit également faire face à une multitude de forfaits : Horgan, Bowe, Hayes, Trimble, Ferris, Heaslip et Murphy. La formation de Declan Kidney, vainqueur du Tournoi en 2009, ne part pas comme favori. Enfin, l'Italie n'a d'autre ambition que d'éviter la cuillère de bois. Malgré une victoire face à l’Écosse l'année précédente (16-12), les Italiens ont terminé derniers du Tournoi. Pour le sélectionneur Nick Mallett l'objectif est de finir avec deux victoires.

## Première journée

### Galles - Angleterre
Homme du match :  Toby Flood
Points marqués :
- Galles : 1 essai de Stoddart (60e) ; 1 transformation de S. Jones (60e) ; 3 pénalités de S. Jones (22e, 28e, 43e) et 1 de Hook (69e)
- Angleterre : 2 essais d'Ashton (13e, 55e) ;  2 transformations de Flood (14e, 56e) ; 3 pénalités de Flood (18e, 31e, 46e) et 1 de Wilkinson (75e)

Évolution du score : 0-7, 0-10, 3-10, 6-10, 6-13, 9-13, 9-16, 9-23, 16-23, 19-23, 19-26
Arbitre :  Alain Rolland
Résumé

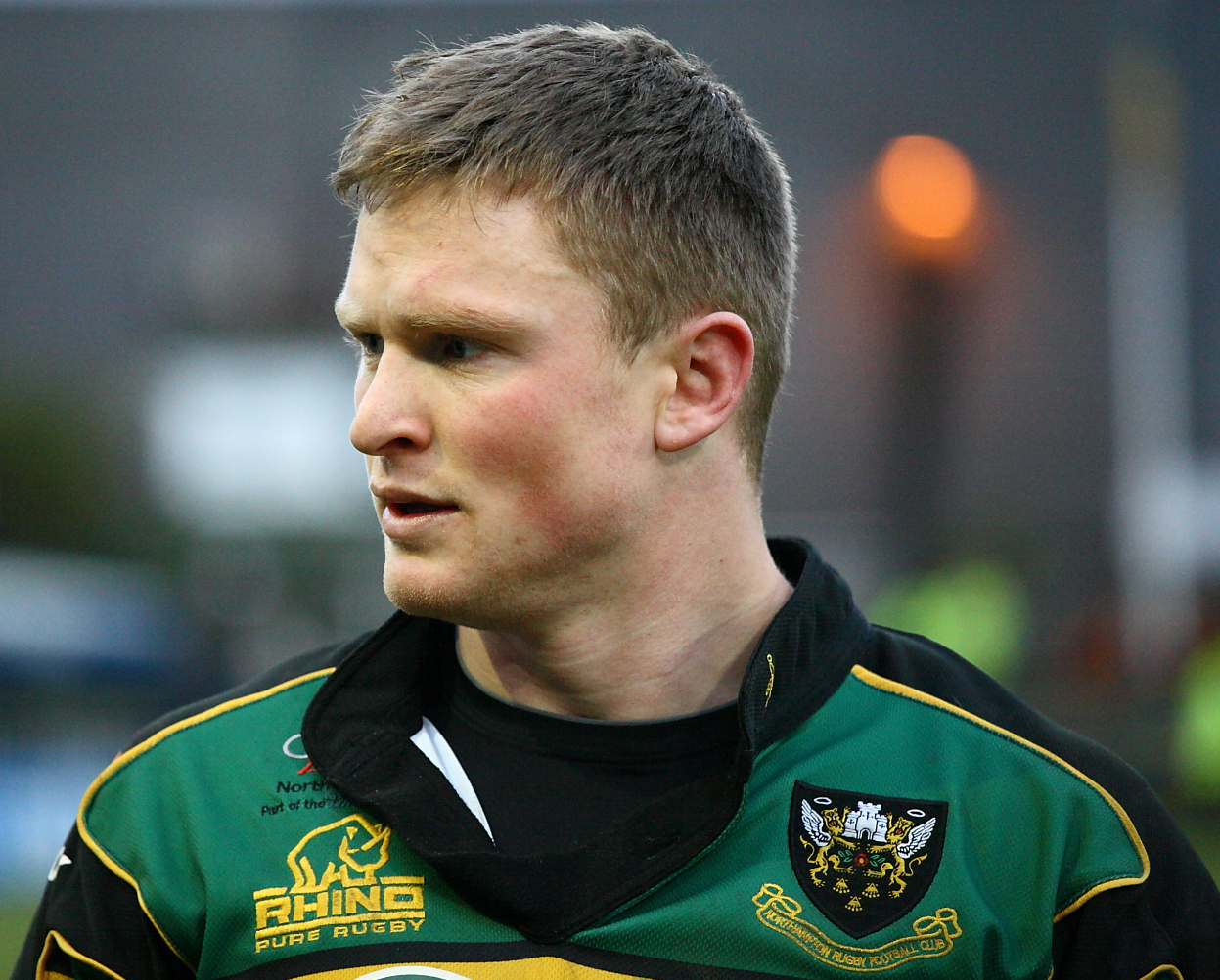
Chris Ashton marque les deux essais anglais.

Les Gallois entament la rencontre avec plusieurs temps de jeu mais ne concrétisent pas leur temps fort car James Hook et Stephen Jones manquent chacun une pénalité. Les Anglais ouvrent le score grâce à un essai de Chris Ashton marqué à la suite d'une percée de Toby Flood dans la défense galloise. Flood passe la transformation. Puis, il marque une pénalité à la 18e à laquelle répond Stephen Jones à la 22e. La défense anglaise est solide et n'est mise en danger que sur des contres gallois. Sur l'un d'eux, Louis Deacon commet une faute en plongeant dans un regroupement. Il est expulsé pour dix minutes et Jones passe la pénalité pour ramener son équipe à 6-10. Malgré leur infériorité numérique, les Anglais font le jeu et poussent l'adversaire à la faute : Flood marque trois points de plus et la mi-temps est sifflée sur un avantage de 13 à 6 pour le XV de la rose.
En début de seconde période, Ashton commet une faute exploitée par Jones qui réduit l'écart grâce à une nouvelle pénalité. Le XV de la rose poursuit la percussion des lignes galloise et 
Craig Mitchell commet une faute en plongeant dans un regroupement. Il reçoit un carton jaune. Puis sur une nouvelle attaque des Anglais, Ashton réalise le doublé en marquant un essai en bout de ligne que Flood transforme. Menés 23 à 9, les Gallois réagissent aussitôt et marquent un essai par Morgan Stoddart. Jones réussit la transformation. À la 70e James Hook marque une pénalité qui ramène les diables rouges à quatre points. Sur une nouvelle faute galloise, Jonny Wilkinson marque une pénalité à cinq minutes de la fin de la rencontre qui voit la victoire des Anglais à Cardiff sur le score de 26 à 19.
| Pays de Galles · Titulaires · James Hook 15 · Morgan Stoddart 14 · Jamie Roberts 13 · Jonathan Davies 12 · Shane Williams 11 · 67e Stephen Jones 10 · 69e Mike Phillips 9 · 33e Andy Powell 8 · Sam Warburton 7 · 52' à 57' 69e Dan Lydiate 6 · Bradley Davies 5 · Alun Wyn Jones 4 · 46e à 56e 71e Craig Mitchell 3 · 70e (cap.) Matthew Rees 2 · Paul James 1 · Remplaçants · 70e Richard Hibbard 16 · 52e 57e 71e John Yapp 17 · 33e Ryan Jones 18 · 69e Jonathan Thomas 19 · 69e Dwayne Peel 20 · Rhys Priestland 21 · 67e Lee Byrne 22 · Entraîneur · Warren Gatland |  | Angleterre · Titulaires · 15 Ben Foden · 14 Chris Ashton · 13 Mike Tindall (cap.) · 12 Shontayne Hape · 11 Mark Cueto · 10 Toby Flood 63e · 9 Ben Youngs 62e · 8 Nick Easter · 7 James Haskell 62e, · 6 Tom Wood · 5 Tom Palmer · 4 Louis Deacon 27e à 37e 69e · 3 Dan Cole · 2 Dylan Hartley 69e · 1 Andrew Sheridan 61e · Remplaçants · 16 Steve Thompson 69e · 17 David Wilson 61e · 18 Simon Shaw 69e · 19 Joe Worsley 62e · 20 Danny Care 62e · 21 Jonny Wilkinson 63e · 22 Matt Banahan · Entraîneur · Martin Johnson |

### Italie - Irlande
Homme du match :  Sean O'Brien
Points marqués :
- Italie : 1 essai de McLean (75e) ; 2 pénalités de Bergamasco (6e, 40e)
- Irlande : 1 essai de O'Driscoll (44e) ; 1 transformation de Sexton (44e) ; 1 pénalité de Sexton (28e) ; 1 drop de O'Gara (78e)

Évolution du score : 3-0, 3-3, 6-3, 6-10, 11-10, 11-13
Arbitre :  Romain Poite
Résumé

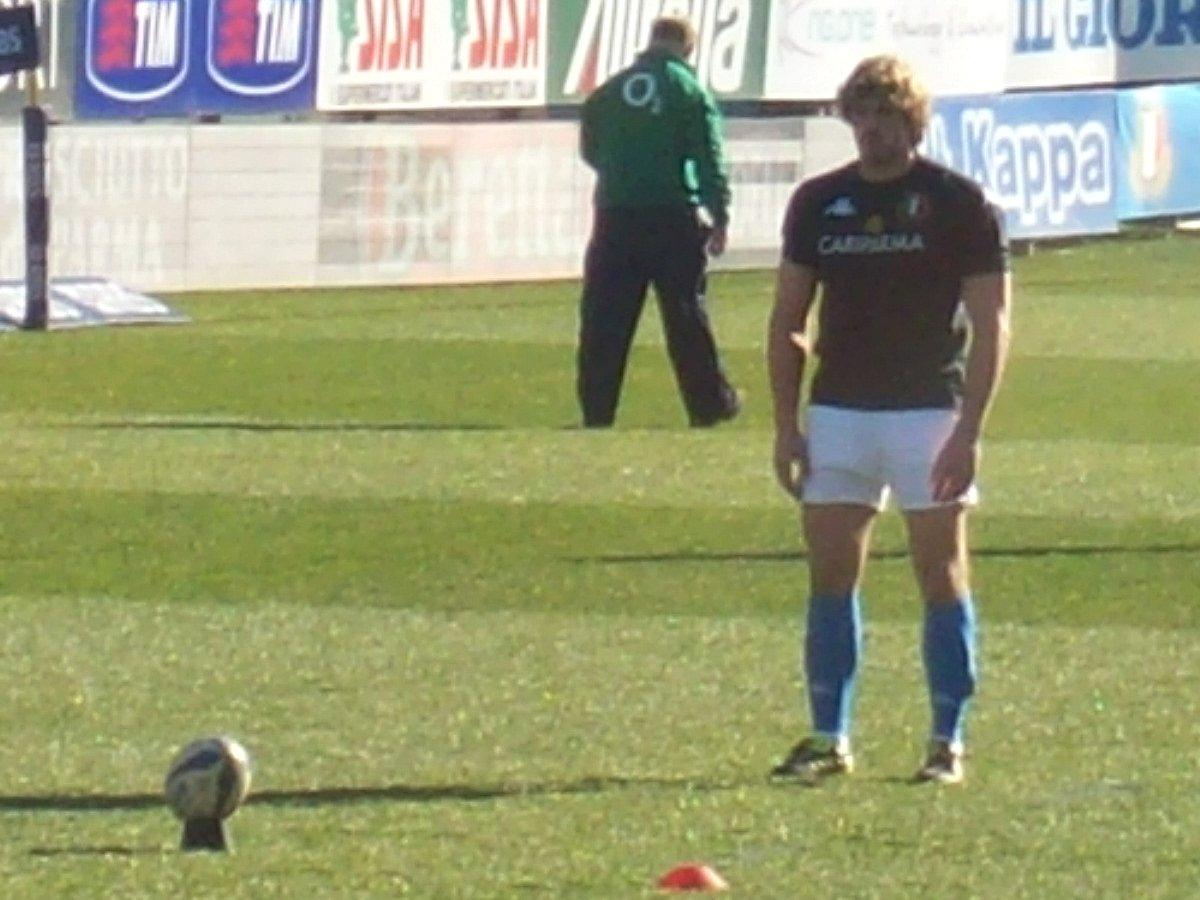
Mirco Bergamasco auteur de 2 pénalités

Les Italiens débutent bien ce match et à la suite d'un ballon non relâché par les Irlandais, Mirco Bergamasco ouvre le score sur pénalité. Les Irlandais prennent alors l'initiative du jeu et également à la suite d'un ballon non relâché d'Alberto Sgarbi, Jonathan Sexton égalise sur pénalité. Les Irlandais se remettent à la faute dans la foulée, mais Bergamasco rate sa tentative de but. Une nouvelle chance lui est donnée à la sirène à la suite d'un hors-jeu. Il passe cette pénalité et l'Italie mène 6-3 à la mi-temps.
Au retour des vestiaires, à la suite d'une mêlée dans le camp italien, le ballon arrive en bout de ligne à Brian O'Driscoll qui marque le premier essai de la rencontre. Sexton passe la transformation. Les Irlandais prennent la tête du match (10-6) et ont plusieurs occasions d'essai mais n'en concrétisent aucune. En fin de match, les Italiens investissent le camp irlandais et après une faute au sol, le troisième-ligne Denis Leamy est exclu temporairement à la 73e minute laissant son équipe terminer le match à 14. Sur la pénaltouche, qui en découle, le ballon est écarté vers Gonzalo García qui transmet à l'arrière Luke McLean qui marque en coin. Cet essai étant non transformé, l'Italie reprend l'avantage d'un point. Sur le renvoi, les italiens commettent un en-avant qui donne une mêlée au XV du trèfle. Après plusieurs temps de jeu, Ronan O'Gara, le remplaçant de Sexton, est mis en position de drop qu'il passe des 25 mètres à la 78e minute. L'Irlande mène alors 13-11. Dans les dernières secondes avant la sirène, les azzurri par l'intermédiaire de Luciano Orquera tentent également de passer un drop, mais cette tentative de plus de 40 mètres est ratée. L'arrière Luke Fitzgerald fait un arrêt de volée sur cette tentative et dégage en touche afin de clore ce match gagné par les Irlandais à Rome sur la marque de 13 à 11. Les joueurs celtiques sont donc toujours invaincus face aux Italiens dans le Tournoi des Six Nations.
| Italie · Titulaires · Luke McLean 15 · Andrea Masi 14 · Gonzalo Canale 13 · 69e Alberto Sgarbi 12 · Mirco Bergamasco 11 · 71e Kris Burton 10 · 10e Edoardo Gori 9 · (cap.) Sergio Parisse 8 · Alessandro Zanni 7 · 50e Josh Sole 6 · Quintin Geldenhuys 5 · 54e Santiago Dellapè 4 · Martin Castrogiovanni 3 · 64e Leonardo Ghiraldini 2 · 36' à 40' 64e Salvatore Perugini 1 · Remplaçants : · 64e Fabio Ongaro 16 · 36e 40e 64e Andrea Lo Cicero 17 · 54e Carlo Del Fava 18 · 50e Valerio Bernabo 19 · 10e Pablo Canavosio 20 · 71e Luciano Orquera 21 · 69e Gonzalo García 22 · Entraîneur · Nick Mallett |  | Irlande · Titulaires · 15 Luke Fitzgerald · 14 Fergus McFadden · 13 Brian O'Driscoll (cap.) · 12 Gordon D'Arcy 76e · 11 Keith Earls · 10 Jonathan Sexton 65e · 9 Tomas O'Leary 55e · 8 Sean O'Brien · 7 David Wallace · 6 Denis Leamy 73e à 80e · 5 Paul O'Connell 73e · 4 Donncha O'Callaghan · 3 Mike Ross · 2 Rory Best 76e · 1 Cian Healy 76e · Remplaçants · 16 Sean Cronin 76e · 17 Tom Court 76e · 18 Leo Cullen 73e · 19 Shane Jennings · 20 Eoin Reddan 55e · 21 Ronan O'Gara 65e · 22 Paddy Wallace 76e · Entraîneur · Declan Kidney |

### France - Écosse
Homme du match :  Maxime Médard
Points marqués :
- France : 4 essais de Médard (2e), de pénalité (29e), d'Harinordoquy (54e) et de Traille (68e) ; 4 transformations de Parra (2e, 29e) et de Yachvili (54e, 68e) ; 1 pénalité de Yachvili (79e) ; 1 drop de Trinh-Duc (9e)
- Écosse : 3 essais de Kellock (18e), de Brown (60e) et de Lamont (75e) ; 3 transformations de Parks (18e, 60e) et de Jackson (75e)

Évolution du score : 7-0, 10-0, 10-7, 17-7 , 24-7, 24-14, 31-14, 31-21, 34-21
Arbitre :  Wayne Barnes
Résumé

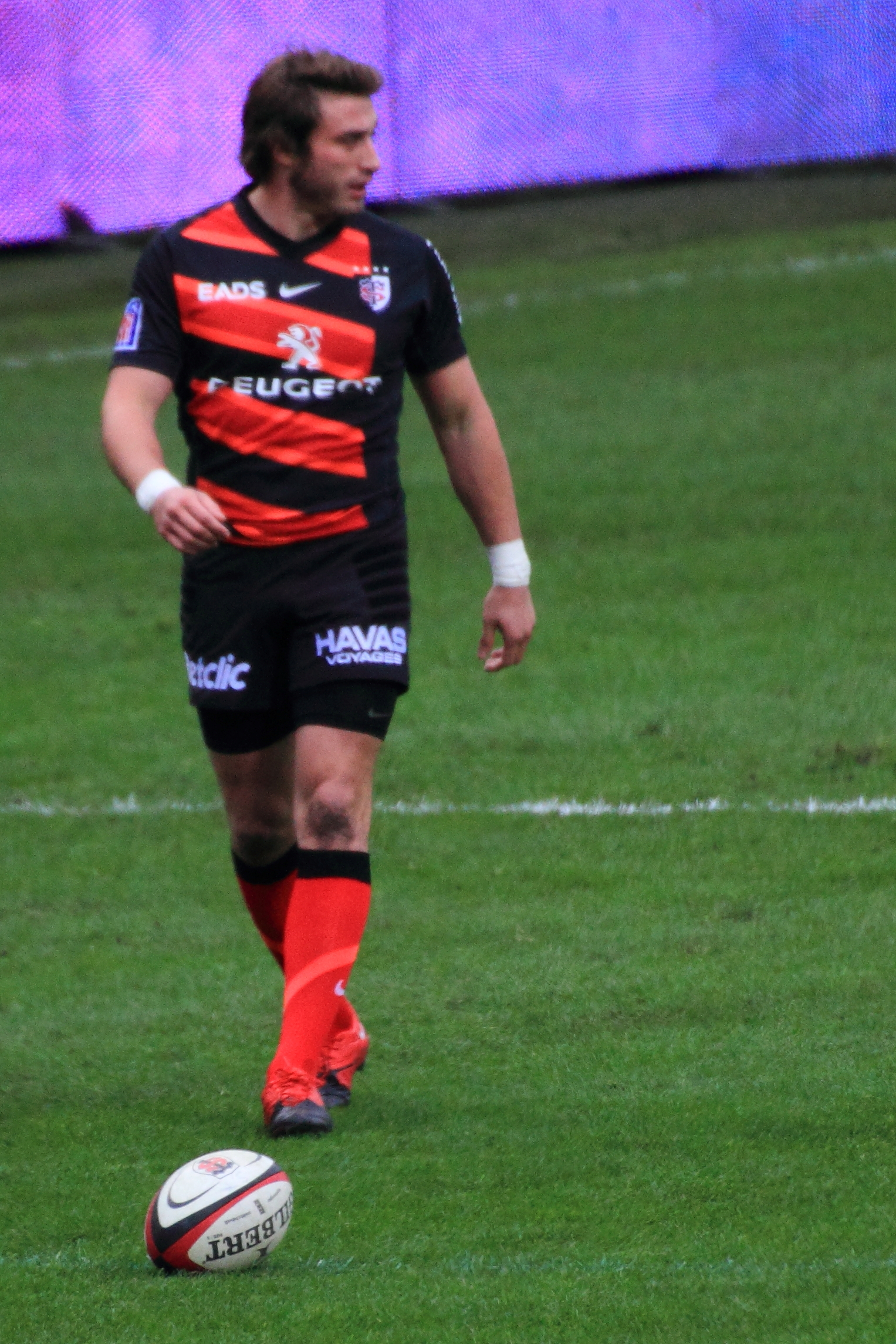
Maxime Medard est élu homme du match

Pour son entrée dans le tournoi des 6 nations 2011 l'équipe de France est attendue face à une équipe d’Écosse joueuse et surprenante. Maxime Médard ouvre le score dès la 2e minute à la suite d'une passe au pied d'Aurélien Rougerie. Les bleus s'imposent avec un pack puissant et une ligne de 3/4 percutante. Les avants français font notamment plier leurs homologues britanniques et après plusieurs mêlées consécutives, l'arbitre Wayne Barnes accorde un essai de pénalité (17-7, 29e). C'est le score à la mi-temps. En seconde période, les Français maintiennent la pression sur les joueurs du chardon à l'image de François Trinh-Duc qui laisse entrevoir son génie en lançant Imanol Harinordoquy à l'essai après une fabuleuse passe entre les jambes (24-7, 54e). Le toulousain Rougerie est à l'origine du 4e essai français en perçant la défense écossaise pour servir Clément Poitrenaud, le ballon passe par Dimitri Yachvili avant d'arriver dans les mains de Damien Traille qui franchit la ligne d’en-but (68e). La France produit du jeu mais s'oublie quelquefois en défense laissant les écossais inscrire 3 essais évitables. Les Bleus craquent et laissent revenir des Écossais joueurs et opportunistes à l'image des essais de Brown (60e) à la suite d'une pénalité jouée à la main à 5 mètres de la ligne de but, et de Lamont (75e). Après un match avec beaucoup de rythme et d'intensité, le XV de France l'emporte 34 à 21 et fait quelque peu oublier la lourde défaite concédée face à l'Australie au mois de novembre 2010, en test-match (16-59).
| France Titulaires · Damien Traille 15 · Yoann Huget 14 · Aurélien Rougerie 13 · 44e Maxime Mermoz 12 · 73e Maxime Médard 11 · François Trinh-Duc 10 · 52e Morgan Parra 9 · 55e Imanol Harinordoquy 8 · Julien Bonnaire 7 · (cap.) Thierry Dusautoir 6 · 62e Lionel Nallet 5 · Julien Pierre 4 · 52e Nicolas Mas 3 · 57e William Servat 2 · Thomas Domingo1 · Remplaçants · 57e Guilhem Guirado 16 · 52e Luc Ducalcon 17 · 62e Jérôme Thion 18 · 55e Sébastien Chabal 19 · 52e Dimitri Yachvili 20 · 44e Clément Poitrenaud 21 · 73e Vincent Clerc 22 · Entraîneur · Marc Lièvremont |  | Écosse Titulaires · 15 Hugo Southwell · 14 Nikki Walker · 13 Joe Ansbro · 12 Nick De Luca 57e · 11 Max Evans · 10 Dan Parks 69e · 9 Rory Lawson 40e · 8 Kelly Brown · 7 John Barclay 61e · 6 Nathan Hines 55e · 5 Alastair Kellock (cap.) · 4 Richie Gray · 3 Euan Murray 70e · 2 Ross Ford 73e · 1 Allan Jacobsen · Remplaçants · 16 Dougie Hall 73e · 17 Moray Low 70e · 18 Richie Vernon 56e · 19 Ross Rennie 61e · 20 Mike Blair 40e · 21 Ruaridh Jackson 69e · 22 Sean Lamont 55e · Entraîneur · Andy Robinson |

## Deuxième journée

### Angleterre - Italie
Homme du match :  Chris Ashton
Points marqués :
- Angleterre : 8 essais d'Ashton (2e, 24e, 54e, 75e), de Cueto (29e), de Tindall (34e), de Care (57e) et de Haskell (71e) ; 8 transformations de Flood (2e, 25e, 31e, 35e, 54e) et de Wilkinson (58e, 72e, 76e) ; 1 pénalité de Flood (10e)
- Italie : 1 essai d'Ongaro (69e) ;  1 transformation de Bergamasco (70e) ; 2 pénalités de Bergamasco (4e, 12e)

Évolution du score : 7-0, 7-3, 10-3, 10-6, 17-6, 24-6, 31-6, 38-6, 45-6, 45-13, 52-13, 59-13
Arbitre :  Craig Joubert
Résumé

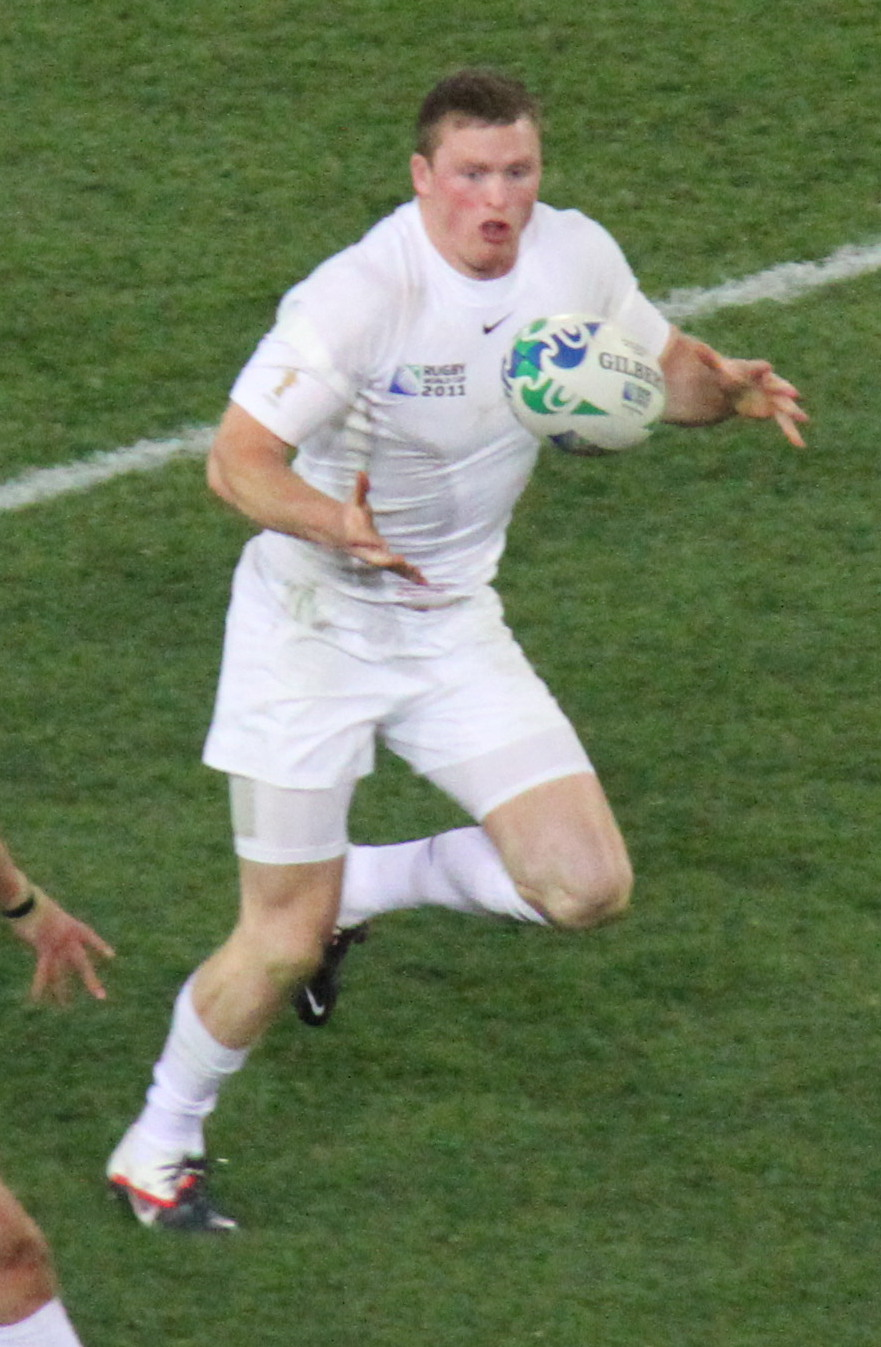
Chris Ashton auteur d'un quadruplé et élu homme du match

Lors de cette deuxième journée du Tournoi, l'Angleterre ne permet pas à l'Italie de croire une seule minute à un résultat en terre britannique. En effet, dès la 2e minute l'ailier Ashton, récupère une passe de Flood, et marque en plongeant (7-0). Les Anglais dominent mais commettent beaucoup de fautes, ce qui permet à l'Italien Bergamasco de ramener son équipe au score (10-06). À la 24e minute, à la suite d'un maul, le ballon est écarté sur Shontayne Hape qui perce et retrouve Ashton à l'intérieur et qui marque. Flood transforme (17-6). Cinq minutes plus tard, les Anglais déroulent après une touche dans les 22 mètres italiens et Cueto perce et marque après une passe redoublée au centre du terrain (24-6). À la 34e minute, à la suite d'une touche, Nick Easter perce au centre, et adresse une chistera à Tindall venu à hauteur qui n'a plus qu'à conclure dans l'en but adverse (31-6). La mi-temps est sifflée sur ce score et la domination anglaise continue en seconde période.
À la 55e minute, Matt Banahan, tout juste rentré, transperce le camp italien mais est stoppé à un mètre de la ligne de but. Ashton vient au soutien, récupère et aplatit le ballon pour son troisième essai personnel (38-06). Quatre minutes plus tard, Danny Care, tout juste entré en jeu, s'infiltre dans un trou de souris autour d'une mêlée spontanée et file tout seul à l'essai (45-06). La réaction italienne n'intervient qu'à la 69e minute sur un essai d'avant. Le pack bleu progresse dans les 5 mètres anglais et Ongaro aplatit. Bergamasco transforme (45-13). L'essai des Italiens a pour conséquence de réveiller les Anglais qui réagissent dès le coup de renvoi. Après une pénalité jouée rapidement par Care, le demi de mêlée transmet à Hape qui passe les bras pour Haskell qui crochète son défenseur et aplatit (52-15). À la 75e minute, les Italiens sont contrés en touche, le ballon circule jusqu'à Ashton qui reprend l'intérieur et s'en va marquer son quatrième essai. Wilkinson transforme et marque les derniers points de l'équipe d'Angleterre qui surclasse dans tous les domaines son adversaire du jour (59 - 13).
| Angleterre · Titulaires · Ben Foden 15 · Chris Ashton 14 · (cap.) Mike Tindall 13 · Shontayne Hape 12 · 49e Mark Cueto 11 · 55e Toby Flood 10 · 55e Ben Youngs 9 · Nick Easter 8 · James Haskell 7 · 61e Tom Wood 6 · Tom Palmer 5 · 45e Louis Deacon 4 · 61e Dan Cole 3 · 49e Dylan Hartley 2 · Alex Corbisiero 1 · Remplaçants · 49e Steve Thompson 16 · 61e David Wilson 17 · 45e Simon Shaw 18 · 61e Hendre Fourie 19 · 55e Danny Care 20 · 55e Jonny Wilkinson 21 · 49e Matt Banahan 22 · Entraîneur · Martin Johnson |  | Italie · Titulaires · 15 Luke McLean 79e · 14 Andrea Masi 62e · 13 Gonzalo Canale · 12 Alberto Sgarbi 58e · 11 Mirco Bergamasco · 10 Luciano Orquera · 9 Fabio Semenzato · 8 Sergio Parisse (cap.) · 7 Alessandro Zanni · 6 Valerio Bernabo 53e · 5 Quintin Geldenhuys · 4 Carlo Del Fava 46e · 3 Martin Castrogiovanni 43e à 53e 56e · 2 Leonardo Ghiraldini 66e · 1 Salvatore Perugini · Remplaçants : · 16 Fabio Ongaro 66e · 17 Andrea Lo Cicero 56e · 18 Santiago Dellapè 46e · 19 Robert Barbieri 53e · 20 Pablo Canavosio 62e · 21 Kris Burton 79e · 22 Gonzalo García 58e · Entraîneur · Nick Mallett |

### Écosse - Galles
Homme du match :  Sam Warburton
Points marqués :
- Écosse : 2 pénalités de Parks (31e, 58e)
- Galles : 2 essais de Williams (7e, 69e) ;  1 transformation de Hook (8e) ; 4 pénalités de Hook (13e, 18e, 21e, 65e)

Évolution du score : 0-7, 0-10, 0-13, 0-16, 3-16, 6-16, 6-19, 6-24
Arbitre :  George Clancy
Résumé

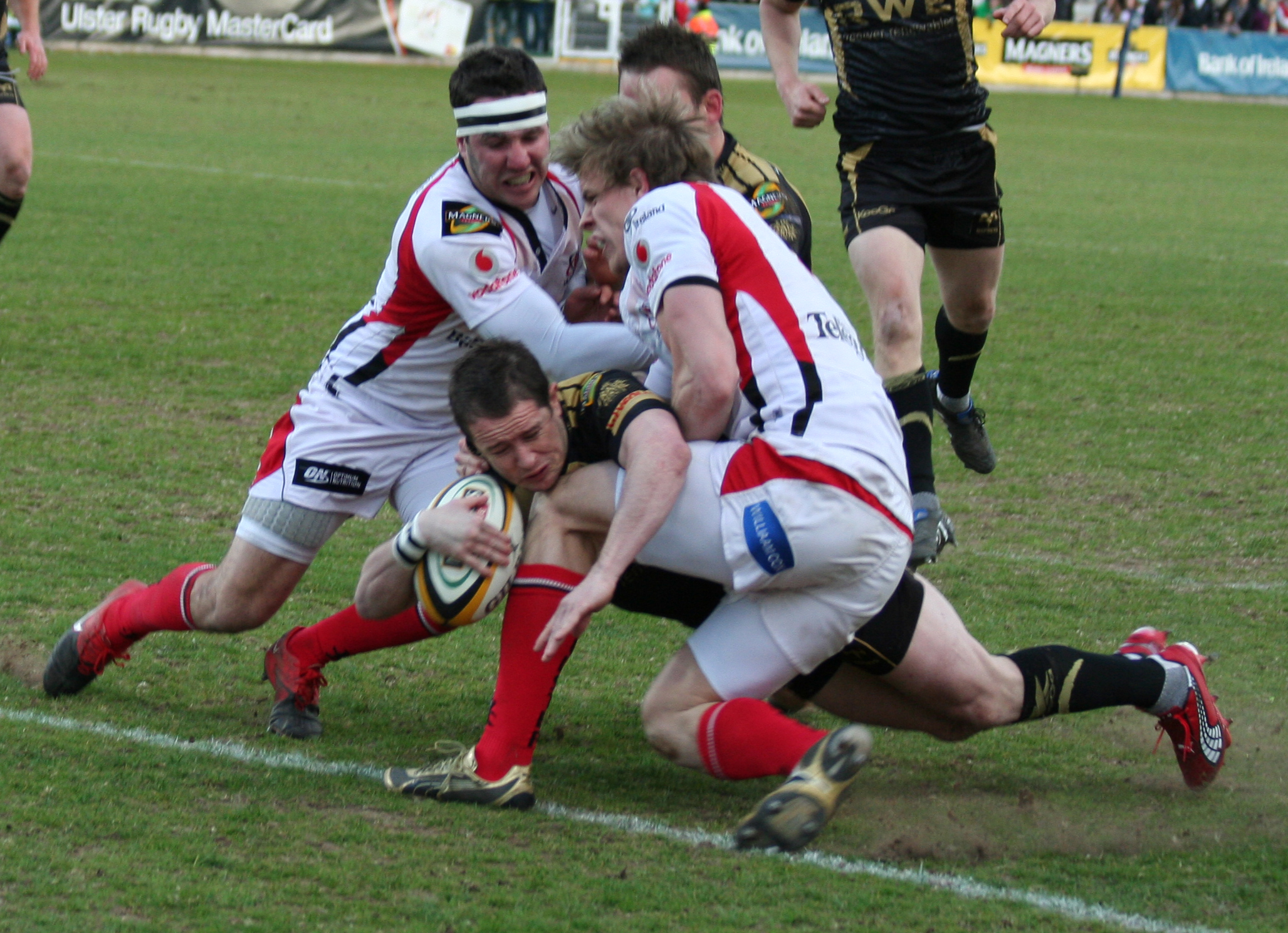
Shane Williams auteur d'un doublé face aux écossais

Lors de cette 2e journée du Tournoi, l’Écosse reçoit le pays de Galles et espère accrocher sa première victoire en s'appuyant sur ce qu'elle a montré dans les dernières minutes de son match contre la France une semaine plus tôt. Les espérances du XV du chardon sont de courtes durée. À la 8e minute les Gallois s'imposent en mêlée. Le ballon circule au large jusqu'à Jonathan Davies qui transmet à James Hook qui prend l'intervalle mais est stoppé à 5 mètres de la ligne de but. Il réussit à libérer son ballon pour Shane Williams qui aplatit (0-5). James Hook transforme (0-7). Les Écossais sont ensuite acculés dans leur camp par un pack gallois conquérant qui les poussent à la faute. En moins de dix minutes, le XV du chardon encaisse trois pénalités tapées par James Hook (13e, 18e, 21e) (0-16). Le score s'alourdit, mais les hommes du chardon se reprennent. La réaction des Écossais poussent à la faute les Gallois qui se mettent à la faute et écopent de deux cartons jaunes (Bradley Davies pour une faute d'anti-jeu 23e et Lee Byrne pour un placage haut 27e). Les Écossais cherchent à revenir au score rapidement et ne tentent pas les pénalités mais cherchent des touches près de l'en but adverse qui ne donnent rien. À la 31e minute, face à la difficulté du pack écossais à s'imposer sur leur adversaire, Parks tente et réussi une pénalité (3-16). En infériorité numérique, les Gallois gèrent ce score jusqu'à la mi-temps.
La seconde période redémarre avec des Écossais conquérants et des Gallois gérant le score. Le XV du chardon a la main sur le ballon mais peine à trouver la faille pour revenir au score. Parks 58e et Hook 65e se répondent au pied mais l'écart au score reste toujours de 13 points (6-19). Les dernières minutes sont à l'avantage des Gallois. À la 69e minute, après plusieurs temps de jeu, le ballon sort pour le capitaine Matthew Rees qui s'infiltre dans la défense. Davies récupère le ballon et tape au pied au-dessus de la défense alors qu'il n'y a plus de couverture. Shane Williams, qui a suivi, s'impose à la course pour inscrire un doublé. La transformation est manquée (6-24). Jusqu'à la fin de la rencontre toutes les tentatives écossaises pour revenir au score sont repoussées par une défense galloise exemplaire. Les Gallois s'imposent et se rachètent de leur défaite à domicile lors de la première journée.
| Écosse · Titulaires · 20e Hugo Southwell 15 · Nikki Walker 14 · Joe Ansbro 13 · Nick De Luca 12 · Max Evans 11 · Dan Parks 10 · 46e Rory Lawson 9 · Richie Vernon 8 · 67e John Barclay 7 · Kelly Brown 6 · 71e (cap.) Alastair Kellock 5 · Nathan Hines 4 · 46e Euan Murray 3 · 67e Ross Ford 2 · Allan Jacobsen 1 · Remplaçants · 67e Scott Lawson 16 · 46e Moray Low 17 · 71e Scott MacLeod 18 · 67e Ross Rennie 19 · 46e Mike Blair 20 · Ruaridh Jackson 21 · 20e Sean Lamont 22 · Entraîneur · Andy Robinson |  | Pays de Galles · Titulaires · 15 Lee Byrne 27e à 37e 76e · 14 Morgan Stoddart · 13 Jamie Roberts · 12 Jonathan Davies · 11 Shane Williams · 10 James Hook 66e · 9 Mike Phillips 75e · 8 Ryan Jones · 7 Sam Warburton · 6 Dan Lydiate 53e · 5 Alun Wyn Jones 71e · 4 Bradley Davies 23e à 33e · 3 Craig Mitchell · 2 Matthew Rees (cap.) 75e · 1 Paul James 66e · Remplaçants : · 16 Richard Hibbard 75e · 17 John Yapp 66e · 18 Jonathan Thomas 53e · 19 Josh Turnbull 71e · 20 Tavis Knoyle 75e · 21 Stephen Jones 66e · 22 Rhys Priestland 76e · Entraîneur · Warren Gatland |

### Irlande - France
Homme du match :  Thierry Dusautoir
Points marqués :
- Irlande : 3 essais de McFadden (4e), de O'Leary (37e) et de Heaslip (67e) ; 2 transformations de Sexton (6e) et de O'Gara (68e) ; 1 pénalité de Sexton (15e).
- France : 1 essai de Médard (54e) ;  1 transformation de Yachvili (55e) ; 6 pénalités de Parra (10e, 18e, 20e, 27e, 48e) et de Yachvili (62e).

Évolution du score : 7-0, 7-3, 10-3, 10-6, 10-9, 10-12, 15-12, 15-15, 15-22, 15-25, 22-25
Arbitre :  Dave Pearson
Résumé

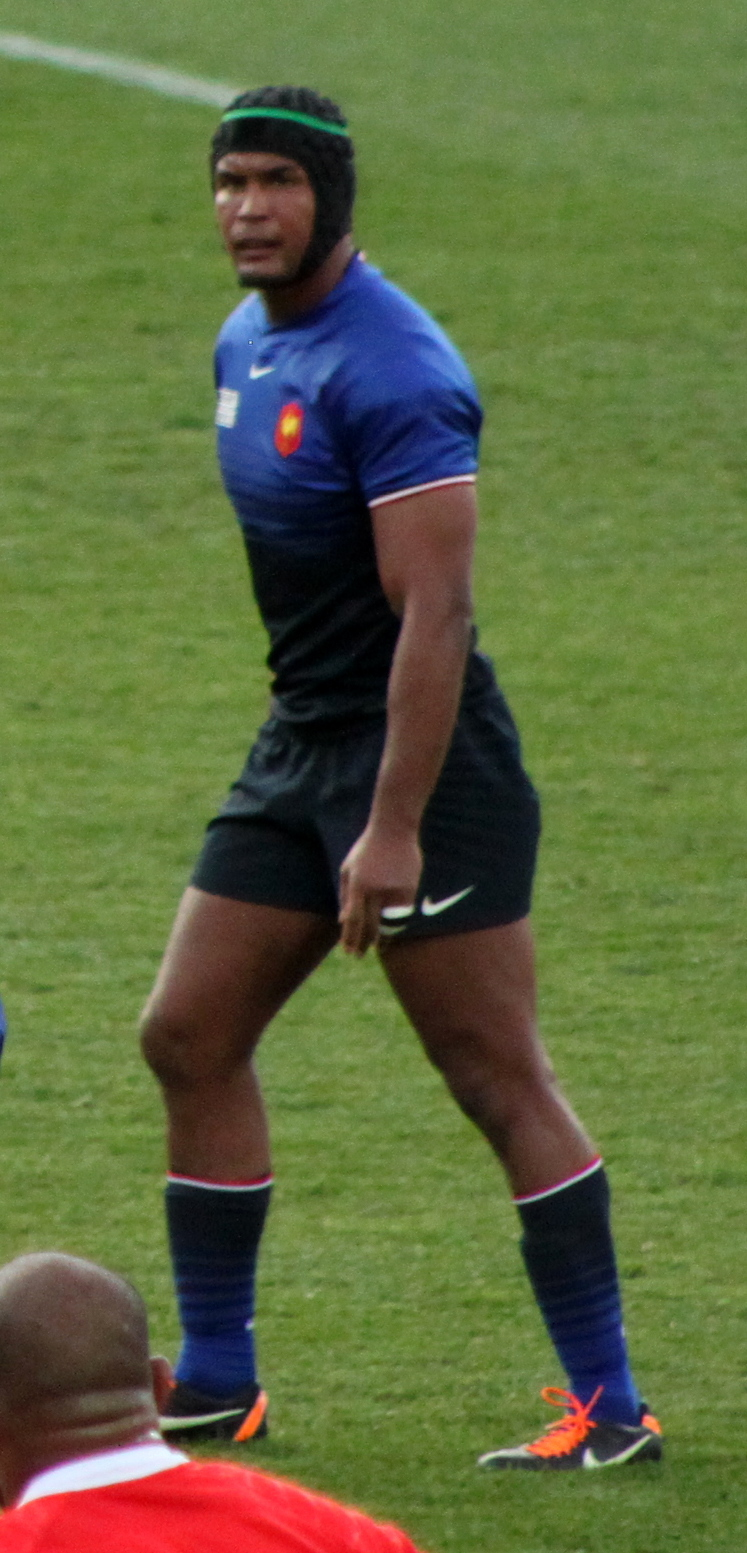
Thierry Dusautoir acclamé pour son jeu défensif et élu homme du match

L'équipe de France remporte avec difficulté son deuxième match du Tournoi. Malgré trois essais encaissés, la France s'est montrée solide en défense et en mêlée, suffisamment pour l'emporter 25 à 22. Les Français subissent et s'inclinent dès l'entame du match devant l'impact des avants irlandais. À la 3e minute, Luke Fitzgerald s'infiltre dans l'en but mais commet un en-avant. Une minute plus tard, les Irlandais occupent à nouveau le camp adverse. Sous la pression Clément Poitrenaud perd le ballon et McFadden marque le premier essai que Jonathan Sexton transforme (7-0). Les vingt minutes suivantes, le XV de France, autour d'une mêlée conquérante, récupère de nombreux ballons et met les Irlandais à la faute. Morgan Parra passe quatre pénalités (10e, 18e, 20e et 27e), contre une pour Sexton à la 15e (10-12). À la 37e minute, les Irlandais bénéficient d'une pénalité qu'ils tapent en touche. Sur le lancer, Donncha O'Callaghan récupère le ballon et transmet à O'Leary qui s'échappe et prend à défaut la défense française qui parvient tout de même à le stopper près de la ligne d'en-but. Après plusieurs départs au ras des avants irlandais, le ballon est écarté et O'Leary aplatit sur la ligne. Après arbitrage vidéo, l'essai est validé mais n'est pas transformé. À la pause les Irlandais repassent devant au score (15-12).
Le début de la seconde mi-temps est à l'initiative des Français qui ratent un drop mais mettent à la faute leurs homologues, sanctionnés par la botte de Parra (15-15). À la 54e minute, au niveau de la ligne médiane, les Français gagne le ballon en mêlée. Aurélien Rougerie est servi plein champ et percute Gordon D'Arcy. Il perce le rideau irlandais, fixe le dernier défenseur et sert Médard qui marque l'essai. La transformation de Dimitri Yachvili passe (15-22). Huit minutes plus tard, ce dernier aggrave le score sur une pénalité pour un hors jeu de position des verts (15-25). Les Irlandais ne s'avouent pas vaincu et remettent la main sur le ballon. Ils enchaînent de longues séquences qui mettent à mal la défense française. À la 67e minute, O'Leary joue vers le côté fermé. Ronan O'Gara récupère et rate sa passe, mais Jérôme Thion commet un en-avant et redonne le ballon aux Irlandais et Heaslip marque en coin. Avec l'aide du poteau, O'Gara transforme (22-25). En fin de match, les Irlandais bénéficient d'un contre avec le centre Keith Earls qui tape à suivre. L'ailier français Médard ne maîtrise pas le ballon et les locaux en profitent. Le deuxième ligne du XV du trèfle Mike Ross arrive lancé mais commet un en-avant dans la lutte. Sur la mêlée qui s'ensuit, les Français mettent à la faute leur adversaire et dégagent le ballon en touche. L'arbitre Dave Pearson siffle la fin du match.
| Irlande · Titulaires · Luke Fitzgerald 15 · Fergus McFadden 14 · (cap.) Brian O'Driscoll 13 · Gordon D'Arcy 12 · Keith Earls 11 · 62e Jonathan Sexton 10 · 68e Tomas O'Leary 9 · Jamie Heaslip 8 · David Wallace 7 · Sean O'Brien 6 · 80e Paul O'Connell 5 · Donncha O'Callaghan 4 · Mike Ross 3 · 75e Rory Best 2 · 56e Cian Healy 1 · Remplaçants · 75e Sean Cronin 16 · 56e Tom Court 17 · 80e Leo Cullen 18 · Denis Leamy 19 · 68e Eoin Reddan 20 · 62e Ronan O'Gara 21 · Paddy Wallace 22 · Entraîneur · Declan Kidney |  | France · Titulaires · 15 Clément Poitrenaud 50e · 14 Yoann Huget · 13 Aurélien Rougerie · 12 Damien Traille 72e · 11 Maxime Médard · 10 François Trinh-Duc · 9 Morgan Parra 53e · 8 Imanol Harinordoquy · 7 Julien Bonnaire 53e · 6 Thierry Dusautoir (cap.) · 5 Lionel Nallet · 4 Julien Pierre 63e · 3 Nicolas Mas · 2 William Servat · 1 Thomas Domingo 49e · Remplaçants : · 16 Guilhem Guirado · 17 Sylvain Marconnet 49e · 18 Jérôme Thion 63e · 19 Sébastien Chabal 53e · 20 Dimitri Yachvili 53e · 21 Yannick Jauzion 72e · 22 Vincent Clerc 50e · Entraîneur · Marc Lièvremont |

## Troisième journée
À la demande du Président de l'IRB une minute de silence est respectée lors du coup d'envoi des trois matchs de la troisième journée du Tournoi en hommage aux victimes du séisme qui a touché Christchurch en Nouvelle-Zélande.

### Italie - Galles
Homme du match :  Fabio Semenzato
Points marqués :
- Italie : 2 essais de Canale (4e) et de Parisse (50e) ; 2 pénalités de Bergamasco (11e, 26e)
- Galles : 2 essais de Stoddart (9e) et de Warburton (13e) ; 1 transformation de S. Jones (13e) ; 3 pénalités de S. Jones (2e, 36e, 40e) ; 1 drop de Hook (73e)

Évolution du score : 0-3, 5-3, 5-8, 8-8, 8-15, 11-15, 11-18, 11-21, 16-21, 16-24
Arbitre :  Wayne Barnes
Résumé

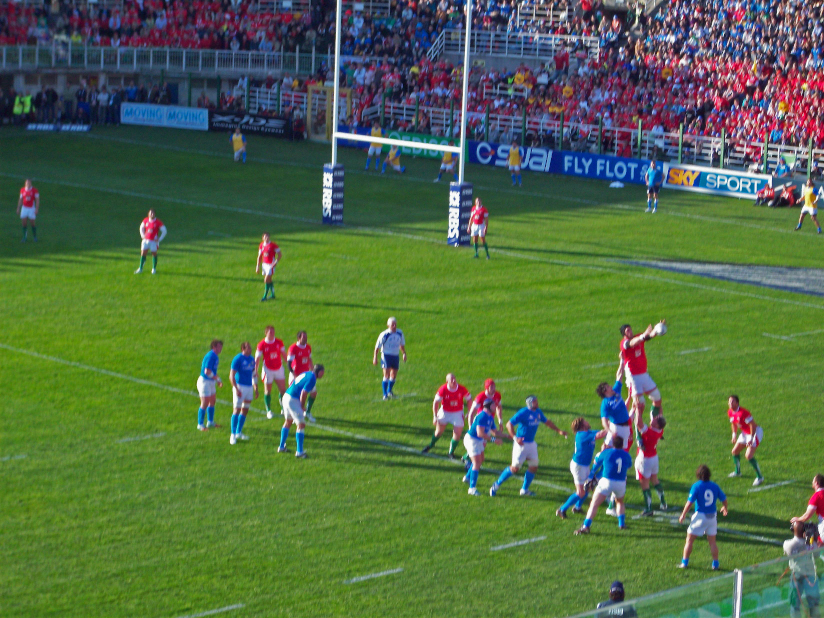
Italie - pays de Galles

Le pays de Galles remporte son deuxième match à l'extérieur en s'imposant contre l'Italie. Chaque équipe a marqué deux essais et la différence s'est faite sur le réalisme et notamment sur la réussite des botteurs. À la 2e minute, Stephen Jones passe une pénalité et donne l'avantage aux Gallois (0-3). Deux minutes plus tard, sur le coup d'envoi, Canale 
profite d'un contre italien, après une passe ratée de Bradley Davies, pour marquer le premier essai, mais Mirco Bergamasco rate la transformation. À la 9e minute, les Gallois prennent à défaut la défense italienne et Stoddart se voit valider son essai après un arbitrage par la vidéo. La transformation de Jones ne passe pas (5-8). Bergamasco égalise pour les Italiens à la 12e minute (8-8) mais moins d'une minute plus tard, Shane Williams rattrape un coup de pied et transmet à Lee Byrne qui arrive lancé et transperce la défense. James Hook est au soutien et fixe le dernier défenseur pour finalement offrir l'essai au troisième ligne Sam Warburton. Jones transforme et donne sept points d'avance au XV du Poireau (8-15). À la 26e minute, à la suite d'une mêlée Zanni se jette dans l'en-but gallois, mais une main l'empêche d'aplatir. L'arbitre revient à une position de hors-jeu galloise sous les poteaux qui permet à Bergamasco de réduire le score (11-15). Avant la mi-temps, l'indiscipline des Azzurri permet à Jones de passer deux pénalités (11-21).
À la 50e minute, les Italiens mettent la pression en tapant une chandelle dans les 22 mètres adverse. Fabio Semenzato récupère et écarte sur Sergio Parisse, côté fermé, qui marque en bout de ligne. Bergamasco manque la transformation (16-21). Les Gallois résistent lors des minutes suivantes, bien aidé tout de même par l'inefficacité des botteurs italiens Bergamasco (1 réussite sur 5) et Orquera qui rate son unique tentative à la 66e minute. Les Italiens ont la possession du ballon en seconde mi-temps, et les Gallois jouent avec réalisme, gérant le score et bonifiant leurs incursions. À la 73e minute, les avants rouges jouent au près pour conserver la balle. Mike Phillips sert Hook qui ajuste un drop et scelle la victoire du pays de Galles  (16-24).
| Italie · Titulaires · Luke McLean 15 · 73e Andrea Masi 14 · Gonzalo Canale 13 · Alberto Sgarbi 12 · Mirco Bergamasco 11 · 64e Kris Burton 10 · 71e Fabio Semenzato 9 · (cap.) Sergio Parisse 8 · 72e Robert Barbieri 7 · Alessandro Zanni 6 · Quintin Geldenhuys 5 · 52e Santiago Dellapè 4 · 70e Martin Castrogiovanni 3 · Leonardo Ghiraldini 2 · 40e 70e Salvatore Perugini 1 · Remplaçants : · Carlo Festuccia 16 · 40e Andrea Lo Cicero 17 · 52e Valerio Bernabo 18 · 72e Manoa Vosawai 19 · 71e Pablo Canavosio 20 · 64e Luciano Orquera 21 · 73e Tommaso Benvenuti 22 · Entraîneur · Nick Mallett |  | Pays de Galles · Titulaires · 15 Lee Byrne · 14 Morgan Stoddart · 13 James Hook · 12 Jamie Roberts · 11 Shane Williams · 10 Stephen Jones · 9 Mike Phillips · 8 Ryan Jones · 7 Sam Warburton · 6 Dan Lydiate · 5 Alun Wyn Jones · 4 Bradley Davies · 3 Craig Mitchell · 2 Matthew Rees (cap.) 77e · 1 Paul James · Remplaçants : · 16 Richard Hibbard 77e · 17 John Yapp · 18 Jonathan Thomas · 19 Josh Turnbull · 20 Tavis Knoyle · 21 Rhys Priestland · 22 Leigh Halfpenny · Entraîneur · Warren Gatland |

### Angleterre - France
Homme du match :  Tom Palmer
Points marqués :
- Angleterre : 1 essai de Foden (41e) ; 4 pénalités de Flood (4e, 12e, 16e) et de Wilkinson (51e)
- France : 3 pénalités de Yachvili (6e, 18e, 21e)

Évolution du score : 3-0, 3-3, 6-3, 9-3, 9-6, 9-9, 14-9, 17-9
Arbitre :  George Clancy
Résumé

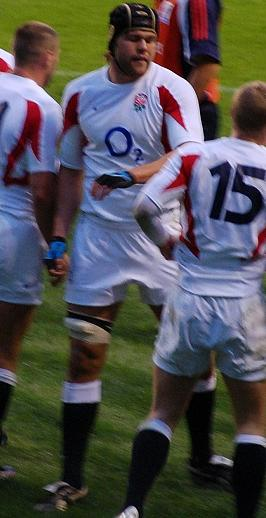
Tom Palmer est élu homme du match.

La France s'incline face à l'Angleterre après lui avoir tenu tête pendant une mi-temps. La réussite dans le jeu des Britanniques prend le dessus sur la puissance du pack français. Le match trouve son rythme dans les nombreuses fautes de main des deux équipes et des fautes de positions. La première période est marquée par un duel de buteurs entre Toby Flood et Dimitri Yachvili qui laisse les deux équipes à égalité à la mi-temps (9-9).
De retour des vestiaires, les hommes de Martin Johnson monopolisent la possession du ballon et imposent leur domination devant des Français aux abonnés absents. À la 41e minute, les Anglais bénéficient d'une mêlée à cinq mètres. Sur un renversement, l'arrière Ben Foden arrive lancé, percute Trinh-Duc avant d'aplatir. En coin, Flood manque la transformation et l'Angleterre mène (14-9). Deux minutes plus tard, les Bleus évitent de se faire décrocher au score quand Chris Ashton commet un en-avant au moment d'aplatir. À la 52e minute, les Français continuent de subir et Jonny Wilkinson marque une pénalité de 50 mètres (17-9). À vingt minutes de la fin, le XV de France se reprend mais ne parvient pas à réduire l'écart au score. La pénalité de Yachvili rebondit sur le poteau gauche, et, à la 58e minute, François Trinh-Duc tape au pied à suivre pour Aurélien Rougerie mais ce-dernier ne maîtrise pas le ballon avant d'aplatir sur la ligne d'en-but. Les Anglais maîtrisent les assauts des Français jusqu'à la fin du match. Le XV de la Rose reste en course pour remporter le Tournoi 2011 et réaliser le grand chelem.
| Angleterre · Titulaires · Ben Foden 15 · Chris Ashton 14 · (cap.) Mike Tindall 13 · 75e Shontayne Hape 12 · Mark Cueto 11 · 51e Toby Flood 10 · 65e Ben Youngs 9 · Nick Easter 8 · James Haskell 7 · Tom Wood 6 · Tom Palmer 5 · 71e Louis Deacon 4 · 75e Dan Cole 3 · 66e Dylan Hartley 2 · 23e Andrew Sheridan 1 · Remplaçants · 66e Steve Thompson 16 · 23e Alex Corbisiero 17 · 71e Simon Shaw 18 · 75e Hendre Fourie 19 · 65e Danny Care 20 · 51e Jonny Wilkinson 21 · 75e Matt Banahan 22 · Entraîneur · Martin Johnson |  | France · Titulaires · 15 Clément Poitrenaud 59e · 14 Yoann Huget · 13 Aurélien Rougerie · 12 Yannick Jauzion · 11 Vincent Clerc · 10 François Trinh-Duc 66e · 9 Dimitri Yachvili 61e · 8 Sébastien Chabal 51e · 7 Imanol Harinordoquy · 6 Thierry Dusautoir (cap.) · 5 Lionel Nallet · 4 Julien Pierre 61e · 3 Nicolas Mas · 2 William Servat 75e · 1 Thomas Domingo 59e Remplaçants : · 16 Guilhem Guirado 75e · 17 Sylvain Marconnet 59e · 18 Jérôme Thion 61e · 19 Julien Bonnaire 51e · 20 Morgan Parra 61e · 21 Damien Traille 51e · 22 Alexis Palisson 66e · Entraîneur · Marc Lièvremont |

### Écosse - Irlande
Homme du match :  Ronan O'Gara
Points marqués :
- Écosse : 5 pénalités de Paterson (15e, 18e, 31e, 57e) et de Parks (65e) ; 1 drop de Parks (70e)
- Irlande : 3 essais de Heaslip (5e), de Reddan (27e) et de O'Gara (52e) ; 3 transformations de O'Gara (2e, 28e, 53e)

Évolution du score : 0-7, 3-7, 6-7, 6-14, 9-14, 9-21, 12-21, 15-21, 18-21
Arbitre :  Nigel Owens
Résumé

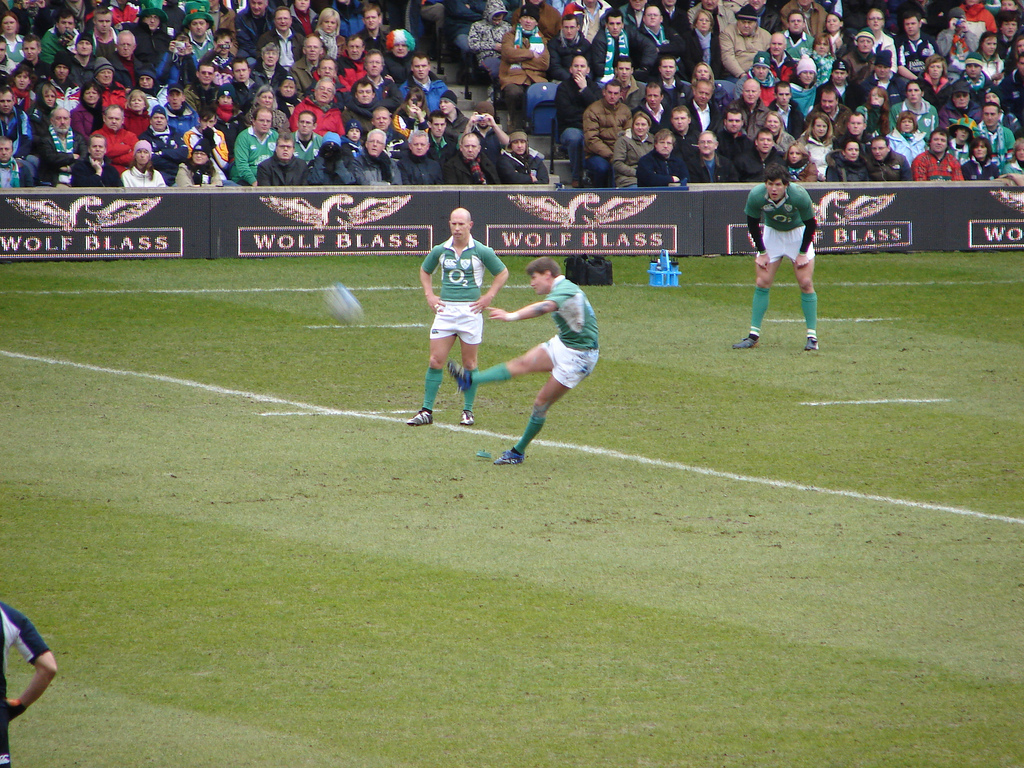
Ronan O'Gara, homme du match, devient le meilleur réalisateur de toute l'histoire du tournoi

L'Irlande réussi une entame de match parfaite avec de longues séquences de jeu qui lui permettent d'inscrire deux essais lors de la première mi-temps et un autre après la pause. Les Écossais montrent de grosses lacunes en défense, ratant notamment douze placages. Le XV du chardon réussi tout de même à garder le contact au score grâce à ses cadres, mais s'incline logiquement. À la 5e minute, à la suite d'un maul, les Irlandais enchaînent une séance de pick and go devant la ligne d'essai adverse. Heaslip franchit la défense en exploitant un mauvais placage de Ruaridh Jackson. L'essai est transformé par O'Gara (0-7). Dix minutes plus tard l'Écosse revient à la marque grâce aux deux pénalités consécutives réussies par Paterson (6-7). À la 27e minute, les Irlandais trouvent une touche à 5 mètres de la ligne d'en-but adverse. Le XV du trèfle met la pression et obtient une mêlée. Heaslip s'empare du ballon, fixe deux joueurs et décale Reddan qui marque sous les poteaux. O'Gara transforme (6-14). Avant la mi-temps Paterson ramène son camp à 5 points grâce à une pénalité (9-14).
À la 45e minute le pilier écossais Allan Jacobsen récolte un carton jaune pour avoir poussé plusieurs mêlées en travers. Les Irlandais profitent de leur avantage numérique pour inscrire un troisième essai 7 minutes plus tard. Ronan O'Gara profite d'un gros travaille de son pack pour défier la défense d'une course croisée. Il aplatit sous les poteaux et transforme son essai (9-21). L'entrée en jeu de Dan Parks coïncide au réveil des Écossais qui dynamisent la fin du match et marquent deux pénalités et un drop de Parks à la 70e. L'Irlande s'impose 21-18 et se rachète de sa défaite à domicile contre la France quinze jours plus tôt.
| Écosse · Titulaires · Chris Paterson 15 · 75e Nikki Walker 14 · Nick De Luca 13 · Sean Lamont 12 · Max Evans 11 · 54e Ruaridh Jackson 10 · 60e Mike Blair 9 · 56e John Beattie 8 · 66e John Barclay 7 · Kelly Brown 6 · (cap.) Alastair Kellock 5 · Richie Gray 4 · 67e Moray Low 3 · 55e Ross Ford 2 · 45e à 55e Allan Jacobsen 1 · Remplaçants · 55e Scott Lawson 16 · 67e Geoff Cross 17 · 66e Nathan Hines 18 · 56e Richie Vernon 19 · 60e Rory Lawson 20 · 54e Dan Parks 21 · 75e Simon Danielli 22 · Entraîneur · Andy Robinson |  | Irlande · Titulaires · 15 Luke Fitzgerald · 14 Tommy Bowe · 13 Brian O'Driscoll (cap.) · 12 Gordon D'Arcy · 11 Keith Earls · 10 Ronan O'Gara 68e · 9 Eoin Reddan 61e · 8 Jamie Heaslip · 7 David Wallace 61e · 6 Sean O'Brien · 5 Paul O'Connell · 4 Donncha O'Callaghan 67e · 3 Mike Ross 69e · 2 Rory Best 61e · 1 Cian Healy · Remplaçants · 16 Sean Cronin 61e · 17 Tom Court 69e · 18 Leo Cullen 67e · 19 Denis Leamy 61e · 20 Peter Stringer 61e · 21 Jonathan Sexton 68e · 22 Paddy Wallace · Entraîneur · Declan Kidney |

## Quatrième journée
À la demande du président de l'IRB une minute de silence est respectée lors du coup d'envoi des trois matchs de la quatrième journée du Tournoi à la mémoire des victimes du séisme suivi d'un tsunami au Japon.

### Italie - France
Homme du match :  Andrea Masi
Points marqués :
- Italie : 1 essai de Masi (59e) ; 1 transformation de Bergamasco (59e) ; 5 pénalités de Bergamasco (1re, 23e, 63e, 70e, 75e)
- France : 2 essais de Clerc (14e) et de Parra (50e) ; 1 transformation de Parra (50e) ; 3 pénalités de Parra (19e, 44e, 66e)

Évolution du score : 3-0, 3-5, 3-8, 6-8, 6-11, 6-18, 13-18, 16-18, 16-21, 19-21, 22-21
Arbitre :  Bryce Lawrence
Résumé

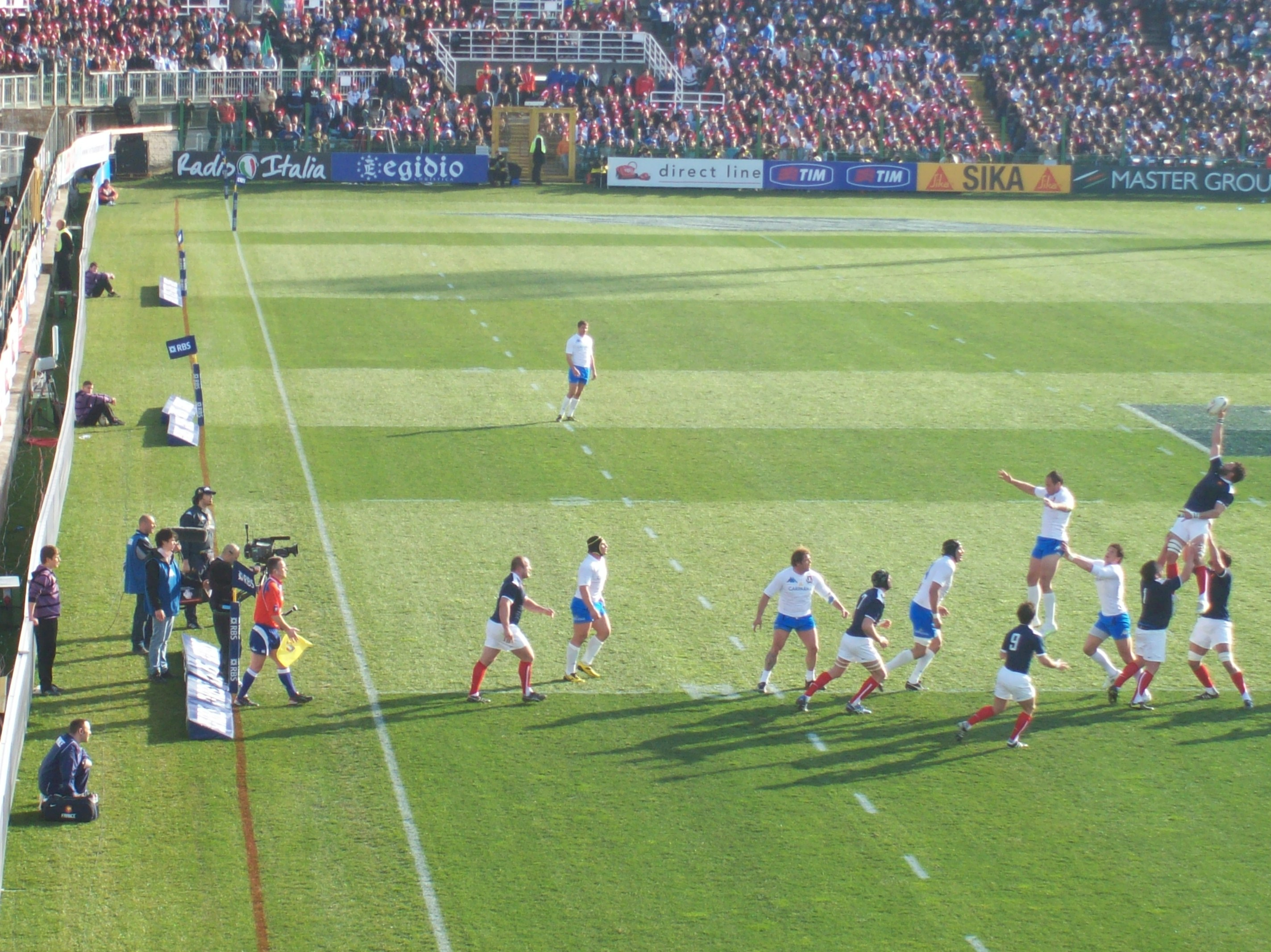
2011-03-12 Touche lors du match Italie - France

C'est un match historique pour l'Italie et un coup de tonnerre dans le ciel des Bleus, à six mois de la Coupe du Monde. Le XV de France a subi une terrible leçon d'engagement, se montrant incapable de dominer et de tenir le match. La France a longtemps mené au score sans réussir à prendre le large. À la pause, les Bleus ne mènent que 8 à 6. L'essai de Vincent Clerc (14e) qui tape au-dessus de la défense et prend de vitesse Gonzalo Canale avant d'aplatir, puis celui de Morgan Parra (50e à la suite d'une percée de François Trinh-Duc, plus les pénalités aux 19e, 44e et 66e) ont donné l'illusion que les Bleus pourraient sortir vainqueur sans panache de cette rencontre. Mais les Bleus ont perdu la bataille du mental et les Italiens ont renversé la partie notamment grâce à l'essai d'Andrea Masi, homme du match. À la 59e minute Alessandro Zanni perfore la défense française et transmet à Tommaso Benvenuti qui sert Masi qui n'a plus qu'à aplatir. L'essai est transformé par un Mirco Bergamasco appliqué qui a redonné de l'énergie aux Italiens à l'heure de jeu. Les trop nombreuses pénalités concédées par les Français, transformées par Bergamasco, font finalement la différence. Passée proche d'une victoire face à l'Irlande et au pays de Galles, l'Italie signe le plus grand exploit de son histoire dans la compétition.
| Italie Titulaires · Andrea Masi 15 · Tommaso Benvenuti 14 · Gonzalo Canale 13 · Gonzalo García 12 · Mirco Bergamasco 11 · 58e Luciano Orquera 10 · Fabio Semenzato 9 · 58e Robert Barbieri 8 · (cap.)Sergio Parisse 7 · Alessandro Zanni 6 · Carlo Del Fava 5 · 52e Santiago Dellapè 4 · Martin Castrogiovanni 3 · 48e Carlo Festuccia 2 · 48e Andrea Lo Cicero 1 · Remplaçants : · 48e Leonardo Ghiraldini 16 · 48e Salvatore Perugini 17 · 52e Quintin Geldenhuys 18 · 58e Paul Derbyshire 19 · Pablo Canavosio 20 · 58e Kris Burton 21 · Luke McLean 22 · Entraîneur · Nick Mallett |  | France · Titulaires · 15 Maxime Médard · 14 Yoann Huget · 13 Aurélien Rougerie · 12 Yannick Jauzion 71e · 11 Vincent Clerc · 10 François Trinh-Duc · 9 Morgan Parra · 8 Julien Bonnaire · 7 Sébastien Chabal 57e · 6 Thierry Dusautoir (cap.) · 5 Lionel Nallet 57e · 4 Julien Pierre · 3 Nicolas Mas 41e · 2 William Servat 61e · 1 Sylvain Marconnet · Remplaçants : · 16 Guilhem Guirado 61e · 17 Luc Ducalcon 41e · 18 Jérôme Thion 57e · 19 Imanol Harinordoquy 57e · 20 Julien Tomas · 21 Damien Traille 71e · 22 Clément Poitrenaud · Entraîneur · Marc Lièvremont |

### Galles - Irlande
Homme du match :  James Hook
Points marqués :
- Galles : 1 essai de Philips (50e) ; 1 transformation de Hook (51e) ; 4 pénalités de Hook (19e, 27e, 68e) et de Halfpenny (38e)
- Irlande : 1 essai de O'Driscoll (2e) ; 1 transformation de O'Gara (3e) ; 2 pénalités de O'Gara (32e, 40e)

Évolution du score : 0-7, 3-7, 6-7, 6-10, 9-10, 9-13, 16-13, 19-13
Arbitre :  Jonathan Kaplan
Résumé

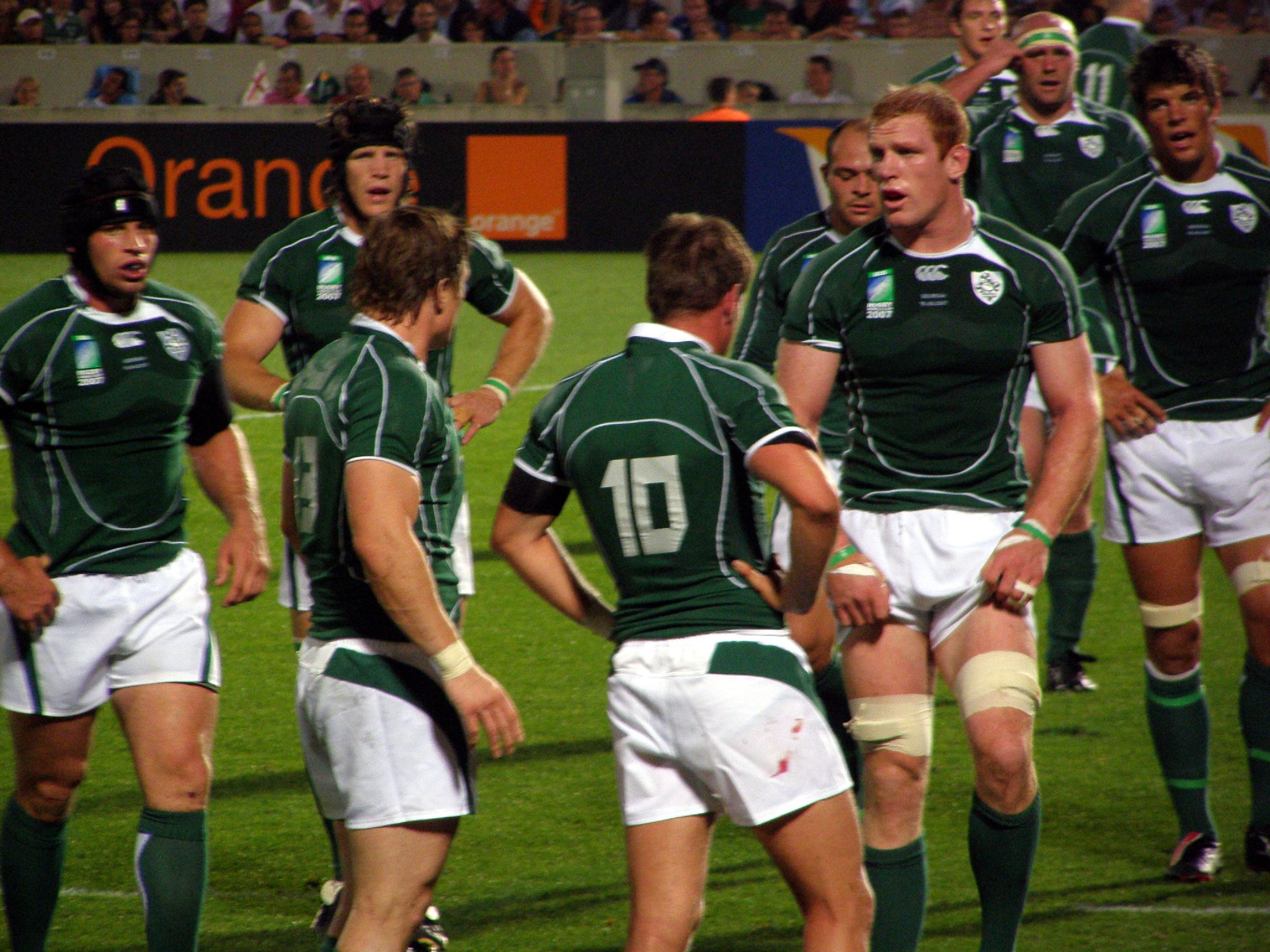
Brian O'Dricoll et Ronan O'Gara s'inclinent avec l'équipe d'Irlande mais battent deux records

Lors de cette quatrième journée du Tournoi, les Irlandais réussissent la meilleure entame du match. À la 2e minute les avants du XV du trèfle avancent, Tommy Bowe trouve un intervalle et sers son capitaine O'Driscoll qui marque son 24e essai dans le Tournoi,. O'Gara transforme et passe le cap des 1 000 points inscrits. Deux records tombent en moins de 5 minutes. Les Gallois reprennent l'initiative du jeu. Costauds dans les impacts, les avants gallois mettent à la faute leurs adversaires. À la 19e et 27e minute Hook ramène son équipe à un point (6-7). Jusqu'à la pause, c'est un duel de buteur et les Irlandais prennent l'avantage (9-13).
À la 50e minute Matthew Rees joue rapidement la touche pour son demi de mêlée Philips qui prend toute la défense par surprise et s'échappe sur la ligne de touche et marque. L'essai est fortement contesté puisque Rees surprend tout le monde en récupérant un ballon des mains d'un ramasseur de balle excentré. Hook transforme (16-13). Il s'ensuit une demi-heure de rugueuse défense galloise face aux attaques irlandaises. À la 68e minute le XV du poireau parvient même à alourdir le score par Hook qui sanctionne une position de hors-jeu des verts. Sur la dernière action les Irlandais sont en position de marquer mais Paddy Wallace ne fait pas la passe à son ailier et bute sur la défense galloise. Peter Stringer récupère le ballon et écarte une nouvelle fois pour son pilier mais il perd le ballon au contact. Shane Williams dégage le ballon et l'arbitre Jonathan Kaplan siffle la fin de la rencontre.
| Pays de Galles · Titulaires · Lee Byrne 15 · Leigh Halfpenny 14 · Jamie Roberts 13 · Jonathan Davies 12 · Shane Williams 11 · James Hook 10 · Mike Phillips 9 · 59e Ryan Jones 8 · Sam Warburton 7 · Dan Lydiate 6 · Alun Wyn Jones 5 · Bradley Davies 4 · 12e Craig Mitchell 3 · 71e (cap.) Matthew Rees 2 · Paul James 1 · Remplaçants · 71e Richard Hibbard 16 · 12e John Yapp 17 · 59e Jonathan Thomas 18 · Rob McCusker 19 · Dwayne Peel 20 · Stephen Jones 21 · Morgan Stoddart 22 · Entraîneur · Warren Gatland |  | Irlande · Titulaires · 15 Luke Fitzgerald 72e · 14 Tommy Bowe · 13 Brian O'Driscoll (cap.) · 12 Gordon D'Arcy · 11 Keith Earls · 10 Ronan O'Gara 49e · 9 Eoin Reddan 1e · 8 Jamie Heaslip 69e · 7 David Wallace · 6 Sean O'Brien · 5 Paul O'Connell · 4 Donncha O'Callaghan 75e · 3 Mike Ross 68e · 2 Rory Best 75e · 1 Cian Healy · Remplaçants : · 16 Sean Cronin 75e · 17 Tom Court 68e · 18 Leo Cullen 75e · 19 Denis Leamy 69e · 20 Peter Stringer 1e · 21 Jonathan Sexton 49e · 22 Paddy Wallace 72e · Entraîneur · Declan Kidney |

### Angleterre - Écosse
Homme du match :  James Haskell
Points marqués :
- Angleterre : 1 essai de Croft (67e) ; 1 transformation de Wilkinson (68e) ; 5 pénalités de Flood (15e, 23e, 29e, 57e) et de Wilkinson (79e)
- Écosse : 1 essai de Evans (74e) ; 1 transformation de Paterson (74e) ; 2 pénalités de Paterson (3e, 20e) ; 1 drop de Jackson (40e)

Évolution du score : 0-3, 3-3, 3-6, 6-6, 9-6, 9-9, 12-9, 19-9, 19-16, 22-16
Arbitres :  Romain Poite remplacé sur blessure à la 59e par Jérôme Garcès
Résumé

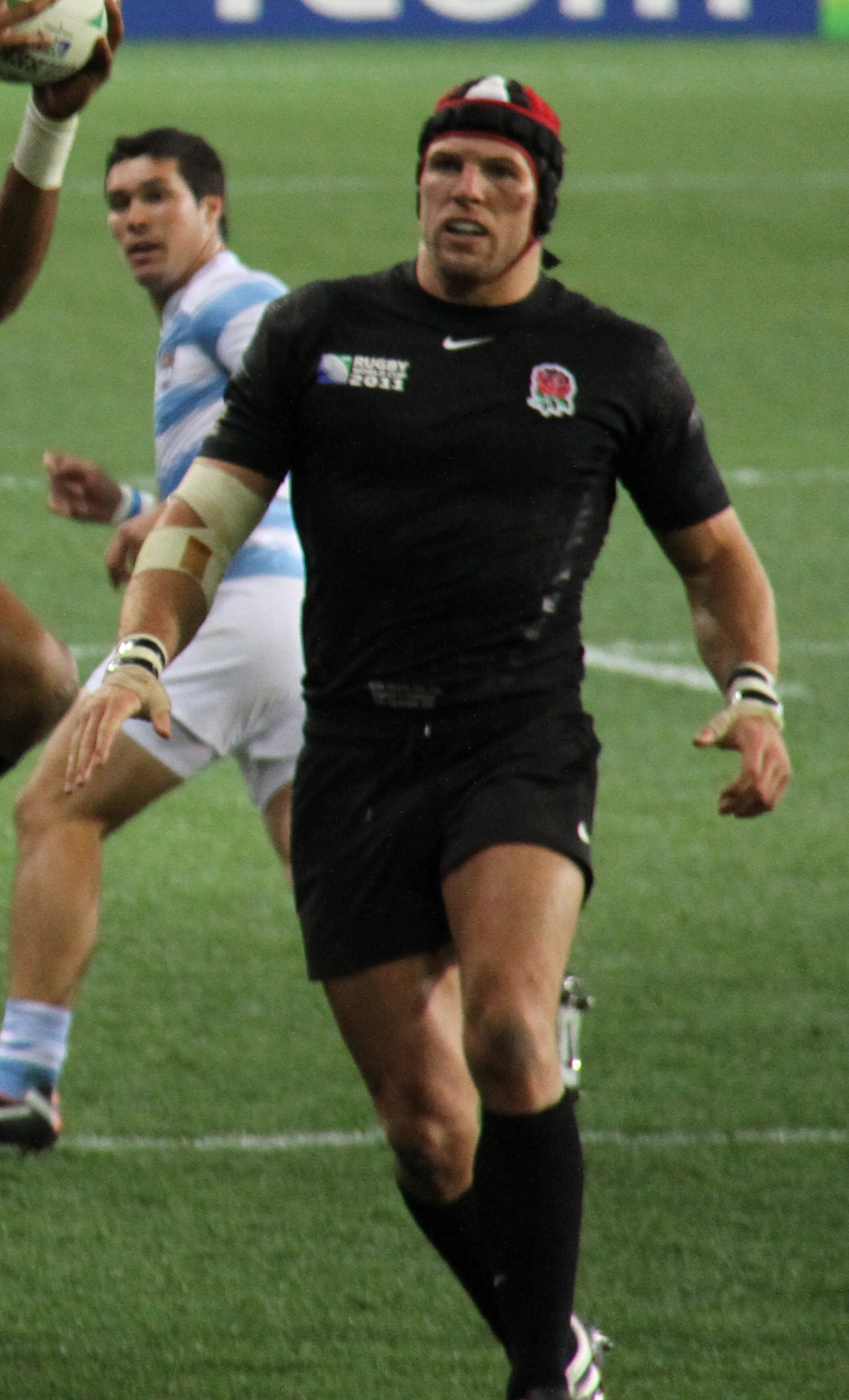
James Haskell est élu homme du match.

Lors de cette quatrième journée du Tournoi, l'Angleterre s'impose difficilement tant la défense écossaise a neutralisé l'attaque. Le XV du chardon entre parfaitement dans le match et prend le jeu à son compte. À la 3e minute les Anglais se mettent à la faute et Paterson les sanctionne d'une pénalité (0-3). Les Anglais reprennent l'initiative. Forts d'une domination territoriale de la possession du ballon, ils sont néanmoins contrariés par la défense écossaise qui étouffe leurs offensives. Les hommes de Martin Johnson profitent de leur domination en mêlée et en touche pour prendre l'avantage sur trois pénalités de Toby Flood à la (15e, 23e et 29e minute (9-6), Paterson ayant ajouté une pénalité à la suite d'un hors-jeu anglais à la 20e minute. Le XV de la Rose balbutie son rugby et ne parvient pas à enchaîner lorsque le ballon part au large. Avant la pause, le demi d'ouverture écossais Jackson profite de l'inefficacité de l'adversaire à convertir ses attaques pour égaliser grâce à un drop de 40 mètres (9-9).
La deuxième mi-temps est marquée par un long arrêt de jeu dû à la blessure de Kelly Brown, à la suite d'un placage de Matt Banahan. À la 57e minute les Anglais reprennent l'avantage en raison d'une faute d'anti-jeu de John Barclay qui écope d'un carton jaune (12-9). À la 59e minute le match est à nouveau arrêté, l'arbitre français Romain Poite blessé à la cheville, laisse sa place à son juge de touche Jérôme Garcès qui fait ainsi ses débuts dans le Tournoi comme arbitre du centre. Les Écossais tentent de revenir au score, mais Dan Parks, face aux poteaux, rate son drop. À la 65e minute Ben Foden récupère le ballon et accélère le long de la touche pour marquer. Mais à cinq mètres de la ligne l'Anglais est repris par Paterson qui se jette dans ses pieds. L'arrière écossais sauve son camp, mais deux minutes plus tard, à la 67e après une mêlée, les Anglais ouvrent au large et, en bout de ligne, Croft récupère la balle, accélère et résiste au plaquage d'Evans avant d'aplatir. Jonny Wilkinson, tout juste entré en jeu, transforme l'essai (19-9). Les Écossais reviennent à nouveau au score sur un exploit de Max Evans. À la 65e minute, après une succession de temps de jeu du XV du chardon, Max Evans tape un petit coup de pied par-dessus le dernier rideau, récupère le ballon entre deux défenseurs et aplatit dans l'en-but anglais. Paterson transforme (19-16). Lors des cinq dernières minutes, le XV de la Rose garde le ballon et enchaîne une succession de mêlées spontanées où les Écossais se mettent à la faute. Jonny Wilkinson passe la pénalité et scelle la victoire à la 79e.
C'est une courte victoire (22-16) mais très importante pour le XV de la Rose qui enchaîne un quatrième succès de suite dans le Tournoi et se retrouve en position de réaliser le Grand chelem.
| Angleterre · Titulaires · Ben Foden 15 · Chris Ashton 14 · 40e (cap.) Mike Tindall 13 · Shontayne Hape 12 · Mark Cueto 11 · 65e Toby Flood 10 · 55e Ben Youngs 9 · Nick Easter 8 · James Haskell 7 · 65e Tom Wood 6 · Tom Palmer 5 · 65e Louis Deacon 4 · 74e Dan Cole 3 · 65e Dylan Hartley 2 · Alex Corbisiero 1 · Remplaçants · 65e Steve Thompson 16 · 74e Paul Doran-Jones 17 · 65e Simon Shaw 18 · 65e Tom Croft 19 · 55e Danny Care 20 · 65e Jonny Wilkinson 21 · 40e Matt Banahan 22 · Entraîneur · Martin Johnson |  | Écosse Titulaires · 15 Chris Paterson · 14 Simon Danielli · 13 Joe Ansbro 72e · 12 Sean Lamont · 11 Max Evans · 10 Ruaridh Jackson 55e · 9 Rory Lawson 55e · 8 Kelly Brown 42e · 7 John Barclay · 6 Nathan Hines 68e · 5 Alastair Kellock (cap.) · 4 Richie Gray · 3 Moray Low 52e · 2 Ross Ford 65e · 1 Allan Jacobsen · Remplaçants · 16 Scott Lawson 65e · 17 Geoff Cross 52e · 18 Richie Vernon 52e · 19 Alasdair Strokosch 68e · 20 Mike Blair 55e · 21 Dan Parks 55e · 22 Nick De Luca 72e · Entraîneur · Andy Robinson |

## Cinquième journée

### Écosse - Italie
Homme du match :  Richie Gray
Points marqués :
- Écosse : 2 essais de De Luca (46e) et de Walker (55e) ; 1 transformation de Paterson (56e) ; 3 pénalités de Paterson (3e, 17e, 67e)
- Italie : 1 essai de Masi (10e) ; 1 pénalité de Bergamasco (30e)

Évolution du score : 3-0, 3-5, 6-5, 6-8, 11-8, 18-8, 21-8
Arbitre :  Steve Walsh
Résumé

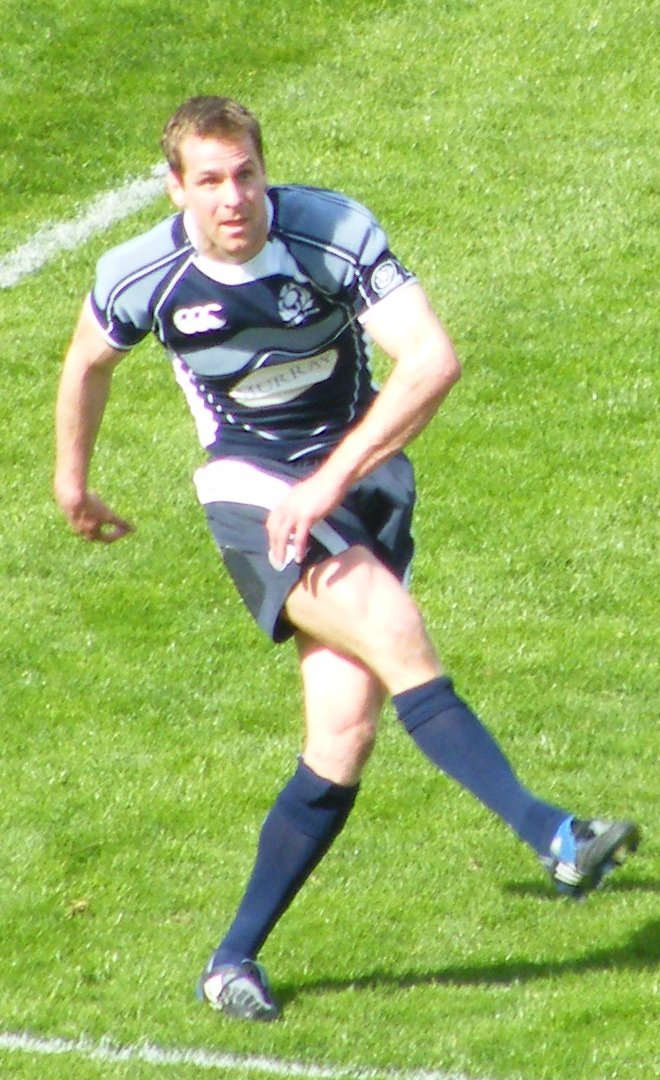
Chris Paterson marque 11 points au pied lors de cette rencontre.

L’Écosse bat l'Italie et évite la cuillère de bois qui sanctionne cinq défaites en cinq matchs dans le Tournoi des Six Nations. Durant les dix premières minutes les deux équipes se jaugent et chacune bénéficient d'une pénalité dans le camp adverse que seul l'Écossais Paterson réussit (3-0). Sur le coup de renvoi aux 22 mètres, à la 11e minute, Gonzalo Canale récupère le ballon et transmet à Andrea Masi qui place une accélération, raffûte et élimine Paterson pour aller marquer. La transformation de Mirco Bergamasco heurte le poteau (3-5). À 17e minute, les avants écossais récupèrent le ballon sur une touche adverse, mais les Italiens se mettent à la faute pour arrêter l'offensive. Paterson transforme la pénalité (6-5). L'Italie est défaillante en touche mais relève la tête en mêlée où elle bénéficie de nombreuses pénalités, mais Bergamasco n'en réussit qu'une à la 30e minute (6-8). C'est le score lorsque l'arbitre Steve Walsh siffle la mi-temps.
À la 46e minute, le XV du chardon obtient une mêlée à 5 mètres de l'en-but italien. Sur la libération du ballon, Ruaridh Jackson s'échappe et crée une mêlée spontanée près de l'en-but adverse. Nathan Hines effectue une longue passe pour le centre Nick De Luca qui résiste aux défenseurs et aplatit en coin. Paterson ne transforme pas (11-8). Les Italiens, qui maîtrisaient la rencontre, semblent abattus par cet essai en tout début de rencontre. La partie leur échappe totalement lorsqu'à la 55e minute, à la suite d'une touche dans le camp italien, Paterson transmet le ballon dans un intervalle à Nikki Walker qui passe en force et marque le second essai écossais (18-8). Les minutes suivantes voient l'équipe d'Italie défendre face à des Écossais qui gèrent le score avec de nombreux changements de joueurs. À la 67e minute, Bergamasco s'échappe seul, mais repris au sol, il ne libère pas son ballon et Paterson marque la pénalité (21-8). L'Italie se livre en fin de match pour au moins marquer un essai mais sans succès. Par cette victoire l’Écosse, à la différence de points marqués, laisse la dernière place au classement du Tournoi aux Italiens.
| Écosse · Titulaires · Chris Paterson 15 · Nikki Walker 14 · 18e Joe Ansbro 13 · Sean Lamont 12 · Simon Danielli 11 · 78e Ruaridh Jackson 10 · 63e Rory Lawson 9 · 73e Kelly Brown 8 · John Barclay 7 · 53e Nathan Hines 6 · (cap.) Alastair Kellock 5 · Richie Gray 4 · 63e Geoff Cross 3 · 63e Ross Ford 2 · Allan Jacobsen 1 · Remplaçants · 63e Scott Lawson 16 · 63e Euan Murray 17 · 73e Richie Vernon 18 · 53e Alasdair Strokosch 19 · 63e Mike Blair 20 · 78e Dan Parks 21 · 18e Nick De Luca 22 · Entraîneur · Andy Robinson |  | Italie · Titulaires · 15 Andrea Masi 31e · 14 Tommaso Benvenuti · 13 Gonzalo Canale · 12 Alberto Sgarbi 69e · 11 Mirco Bergamasco · 10 Kris Burton 58e · 9 Fabio Semenzato · 8 Sergio Parisse (cap.) · 7 Paul Derbyshire 59e · 6 Alessandro Zanni · 5 Quintin Geldenhuys · 4 Carlo Del Fava 53e · 3 Martin Castrogiovanni · 2 Leonardo Ghiraldini 77e · 1 Salvatore Perugini 58e · Remplaçants : · 16 Carlo Festuccia 77e · 17 Andrea Lo Cicero 58e · 18 Valerio Bernabo 53e · 19 Robert Barbieri 59e · 20 Pablo Canavosio 69e · 21 Luciano Orquera 58e · 22 Luke McLean 31e · Entraîneur · Nick Mallett |

### Irlande - Angleterre
Homme du match :  Jonathan Sexton
Points marqués :
- Irlande : 2 essais de Bowe (28e) et de O'Driscoll (47e) ; 1 transformation Sexton (49e) ; 4 pénalités de Sexton (7e, 15e, 22e, 38e)
- Angleterre : 1 essai de Thompson (53e) ; 1 pénalité de Flood (32e)

Évolution du score : 3-0, 6-0, 9-0, 14-0, 14-3, 17-3, 24-3, 24-8
Arbitre :  Bryce Lawrence
Résumé

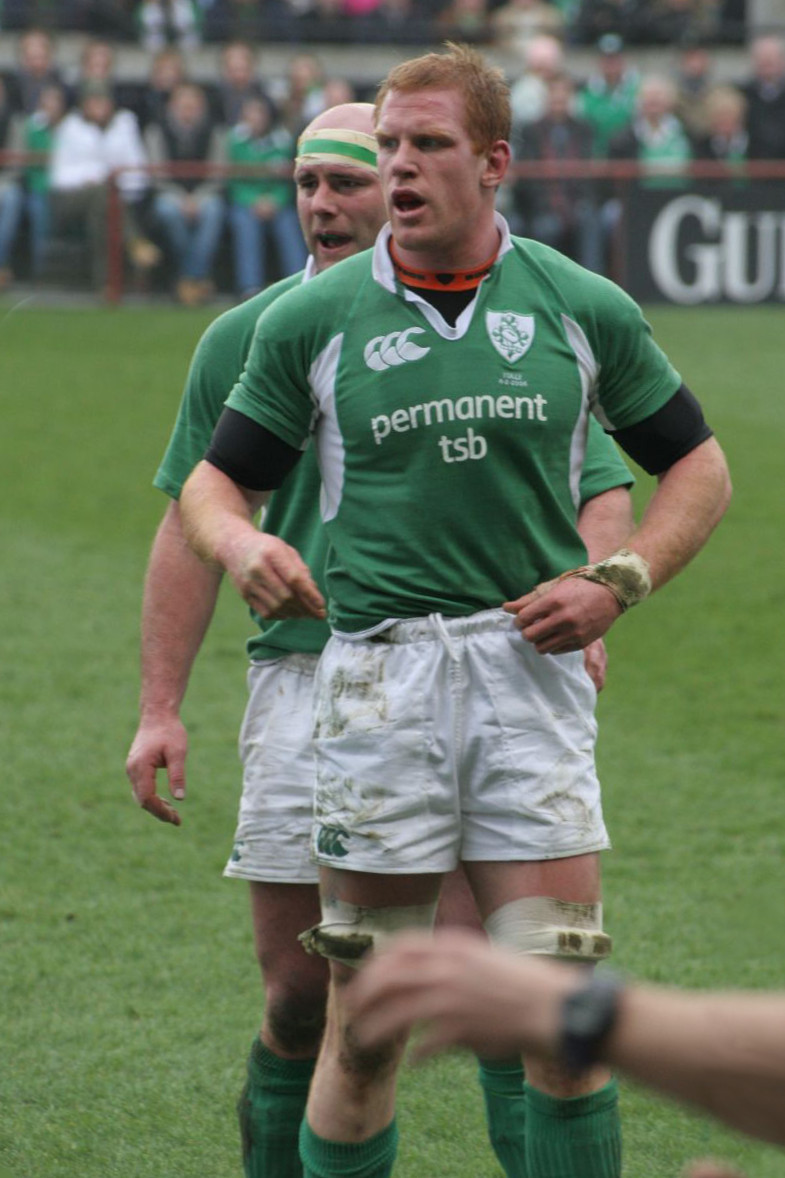
Le deuxième ligne Irlandais Paul O'Connell

L'Irlande remporte sa dernière rencontre du Tournoi des Six Nations 2011 face à l'Angleterre alors que les Anglais jouaient le Grand Chelem à Dublin. Ce net succès permet aux Irlandais de finir troisième du tournoi. À cette occasion, Brian O'Driscoll rentre une nouvelle fois dans l'histoire en devenant le meilleur marqueur de l'histoire du Tournoi des Six Nations avec 25 essais,.
Les trente premières minutes de la partie sont totalement à l'avantage des Irlandais qui mettent sous pression et à la faute leur adversaire. À la 7e, 15e et 22e minute, Jonathan Sexton sanctionne le XV de la Rose à la suite de positions de hors-jeux ou de mauvais placage (9-0). À la 28e minute, les Anglais sont à nouveau pris en position de hors-jeux. Sexton joue vite au pied de l'arbitre et transmet à Tommy Bowe qui trouve la faille dans la défense et aplatit dans l'en but. L'essai n'est pas transformé (14-0). À la 32e minute, à quarante mètres en face des poteaux, les Anglais réagissent en dominant le pack Irlandais en mêlée qui se met à la faute. Toby Flood débloque le compteur du XV de la Rose (14-3). Juste avant la mi-temps les Irlandais reprennent le jeu à leur compte et les Anglais sont encore hors-jeux. Ben Youngs est exclu dix minutes et Sexton permet au XV du Trèfle de mener 17 à 3 à la pause.
La seconde période démarre sur le même rythme que la première. L'Irlande impose d'entrée son jeu et prive de ballon le pack anglais en infériorité numérique. À la 47e après un gros temps fort qui dure de longues minutes dans les 22 mètres anglais, Donncha O'Callaghan récupère le ballon et transmet côté gauche à Brian O'Driscoll qui résiste pour aplatir le deuxième essai du XV du Trèfle. Sexton transforme (24-3). L'Angleterre est dominé, mais réussit à revenir au score sur un contre. À la 53e, les Irlandais bénéficie d'une touche près de leur ligne d'en-but. L'ouvreur Eoin Reddan récupère le ballon mais manque sa passe. Thompson bien placé hérite du ballon et file à l'essai, qui n'est pas transformé (24-8). Durant les vingt dernières minutes, les défenses prennent le dessus malgré la volonté des deux équipes de ne pas fermer le jeu. Plus aucun point ne sera marqué et l'arbitre Bryce Lawrence siffle la fin du match qui voit les Irlandais priver l'Angleterre d'un Grand Chelem qui lui fuit depuis 2003.
| Irlande · Titulaires · Keith Earls 15 · Tommy Bowe 14 · (cap.) Brian O'Driscoll 13 · 79e Gordon D'Arcy 12 · Andrew Trimble 11 · 70e Jonathan Sexton 10 · 79e Eoin Reddan 9 · Jamie Heaslip 8 · 72e David Wallace 7 · Sean O'Brien 6 · 79e Paul O'Connell 5 · Donncha O'Callaghan 4 · 58e Mike Ross 3 · 79e Rory Best 2 · Cian Healy 1 · Remplaçants · 79e Sean Cronin 16 · 58e Tom Court 17 · 79e Leo Cullen 18 · 72e Denis Leamy 19 · 79e Peter Stringer 20 · 70e Ronan O'Gara 21 · 79e Paddy Wallace 22 · Entraîneur · Declan Kidney |  | Angleterre · Titulaires · 15 Ben Foden · 14 Chris Ashton · 13 Matt Banahan (cap.) · 12 Shontayne Hape · 11 Mark Cueto 66e · 10 Toby Flood 50e · 9 Ben Youngs 36e à 46e 45e · 8 Nick Easter · 7 James Haskell, · 6 Tom Wood · 5 Tom Palmer 26e · 4 Louis Deacon 55e · 3 Dan Cole 52e · 2 Dylan Hartley 52e · 1 Alex Corbisiero · Remplaçants · 16 Steve Thompson 52e · 17 Paul Doran-Jones 52e · 18 Simon Shaw 26e · 19 Tom Croft 55e · 20 Danny Care 45e · 21 Jonny Wilkinson 50e · 22 David Strettle 66e · Entraîneur · Martin Johnson |

### France - Galles
Homme du match :  Lionel Nallet
Points marqués :
- France : 3 essais de Nallet (37e, 43e) et de Clerc (58e) ; 2 transformations de Parra (44e, 59e) ; 3 pénalités de Parra (7e, 25e, 52e)
- Galles : 3 pénalités de Hook (2e, 42e, 48e)

Évolution du score : 0-3, 3-3, 6-3, 11-3 , 11-6, 18-6, 18-9, 21-9, 28-9
Arbitre :  Craig Joubert
Résumé

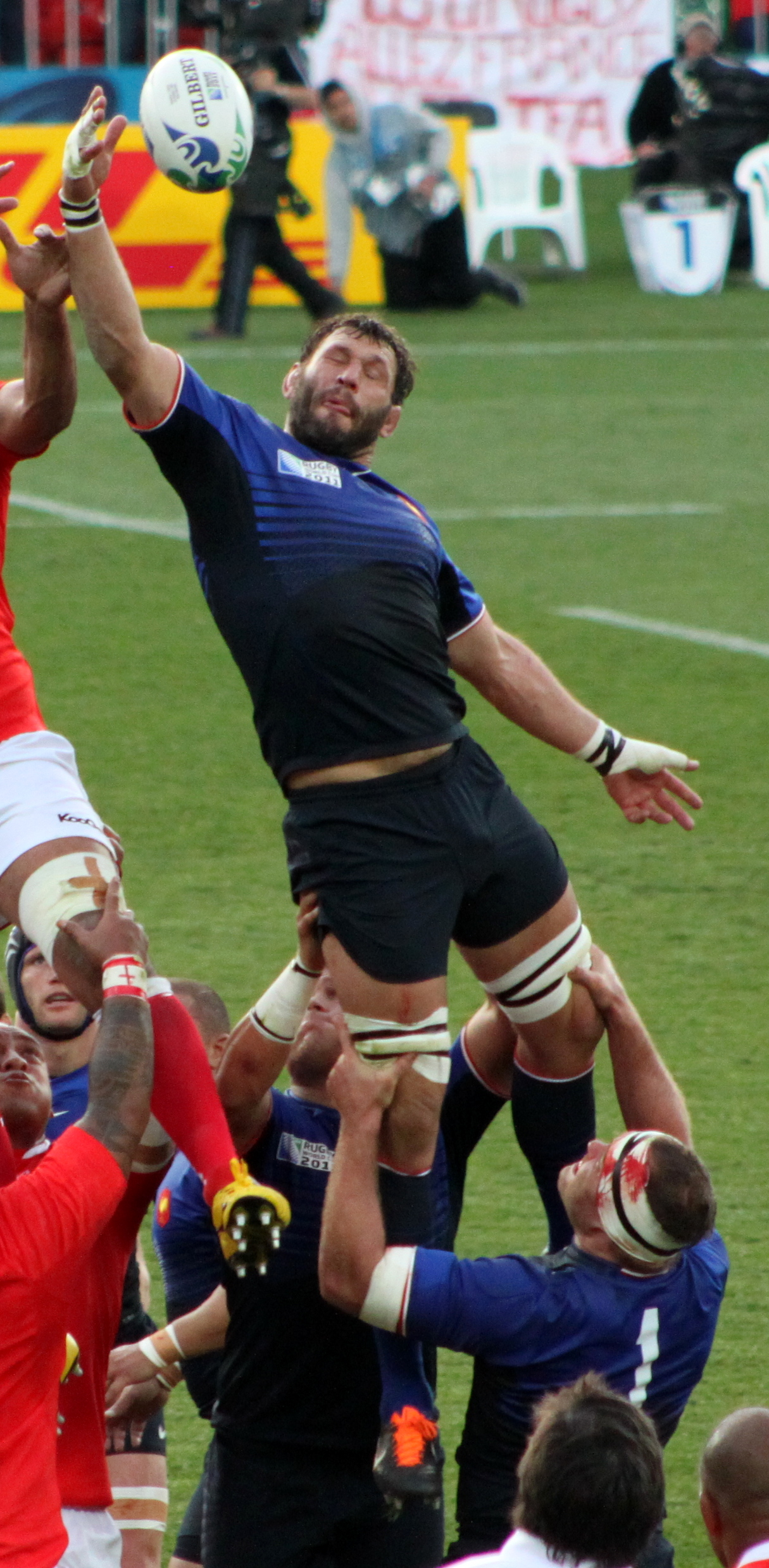
Lionel Nallet, auteur d'un doublé, est élu homme du match

Les Français remportent ce match en s'appuyant sur la force de leur pack. Les avants bleus mettent la pression sur les zones de ruck durant toute la rencontre, occasionnant des fautes galloises mises à profit pour ne jamais être en danger au score. La possession de balle et la réussite au pied sont équilibrées durant les premières minutes de la rencontre. À la 25e minute, Morgan Parra donne l'avantage au XV de France à la suite d'un ballon conservé au sol par un Gallois (6-3). À la 32e minute, l'offensive galloise, menée sur l'aile par une échappée de Leigh Halfpenny, est arrêtée par une cuillère de François Trinh-Duc qui se termine par un en-avant. La domination des avants français se concrétise à la 37e minute avec Lionel Nallet qui conteste une mêlée spontanée galloise, s'impose et récupère le ballon avant d'effectuer une course de trente mètres pour marquer le premier essai du match (11-3).
En seconde mi-temps, la première offensive galloise permet à James Hook de réussir une seconde pénalité sanctionnant Julien Bonnaire coupable d'une obstruction sur Mike Phillips (11-6). Juste après le coup de renvoi, Julien Pierre contre un dégagement de l'ouvreur Hook sur les 22 mètres gallois. Il récupère le ballon qu'il transmet à Nallet qui marque son second essai en force. Morgan Parra transforme (18-6). À la 48e minute, James Hook réduit l'écart en passant une pénalité sanctionnant un hors-jeu de Lionel Nallet dans un regroupement (18-9). Les minutes suivantes sont éprouvantes pour le XV du Poireau qui subit les offensives des Français et se met à la faute. À la 52e minute, Parra passe une pénalité à la suite d'un hors-jeu gallois et à la 56e minute James Hook est exclu dix minutes pour un placage dangereux sur le demi de mêlée Français (21-9). La supériorité numérique permet au XV de France de marquer un troisième essai. À la 58e minute, dans les 22 mètres adverses, les avants français gagnent le ballon en touche et enchaînent les percussions. Le ballon est transmis à François Trinh-Duc qui tape au pied par-dessus la défense galloise pour Vincent Clerc qui récupère le ballon et marque. L'essai est transformé (28-9). La réaction galloise est immédiate et durant les quinze minutes suivantes ils monopolisent le ballon et s'installent dans le camp français. Les Bleus se montrent imperméables en défense et gèrent leur avantage au tableau d'affichage. En fin de partie une action au large permet à Vincent Clerc de s'approcher de l'en-but adverse mais l'arbitrage vidéo montre qu'il n’aplatit pas. Les Français remportent leur dernier match du Tournoi sans toutefois faire oublier leur défaite précédente en Italie.
| France · Titulaires · Maxime Médard 15 · 75e Vincent Clerc 14 · David Marty 13 · 70e Damien Traille 12 · Alexis Palisson 11 · François Trinh-Duc 10 · 72e Morgan Parra 9 · 73e Imanol Harinordoquy 8 · Julien Bonnaire 7 · Thierry Dusautoir 6 · Lionel Nallet 5 · 66e Julien Pierre 4 · 66e 77e Nicolas Mas 3 · 70e William Servat 2 · 77e Thomas Domingo 1 · Remplaçants · 70e Guilhem Guirado 16 · 66e Luc Ducalcon 17 · 66e Pascal Papé 18 · 72e Alexandre Lapandry 19 · 73e Julien Tomas 20 · 70e Fabrice Estebanez 21 · 75e Yoann Huget 22 · Entraîneur · Marc Lièvremont |  | Pays de Galles · Titulaires · 15 Lee Byrne · 14 Leigh Halfpenny · 13 Jamie Roberts · 12 Jonathan Davies · 11 George North · 10 James Hook 56e à 66e 66e · 9 Mike Phillips 67e · 8 Ryan Jones · 7 Sam Warburton 15e · 6 Dan Lydiate · 5 Alun Wyn Jones · 4 Bradley Davies · 3 Adam Jones 52e · 2 Matthew Rees (cap.) 67e · 1 Paul James · Remplaçants : · 16 Richard Hibbard 67e · 17 John Yapp 52e · 18 Jonathan Thomas 15e · 19 Rob McCusker · 20 Dwayne Peel 67e · 21 Stephen Jones 66e · 22 Morgan Stoddart · Entraîneur · Warren Gatland |

## Couverture médiatique
Le Tournoi des Six Nations est diffusé en direct, ou en léger différé, dans plusieurs pays. En Angleterre, la compétition est diffusée sur la BBC et sur S4C qui ne diffuse uniquement que les matchs du pays de Galles. En Australie et Nouvelle-Zélande, c'est la chaîne ESPN Australie qui transmet les matchs alors qu'aux États-Unis et dans les Caraïbes c'est la BBC America qui ne diffuse que certains matchs et Premium Sports. Enfin, la compétition est diffusée en France par France 2 — dont certains matchs en 3D — en Irlande par la RTÉ Two et en Italie par Sky Sports.
En France, à l'occasion de la première journée du Tournoi, plus de 5 millions de téléspectateurs (31 % de la part de marché) suivent la victoire de la France face à l’Écosse (34 à 21). Lors de la même journée, le match de l'Italie contre l'Irlande est suivi par plus de 1,7 million de téléspectateurs avec 17 % de part d'audience. Le match d’ouverture du tournoi Galles-Angleterre, diffusé le vendredi soir, n'attire que 2,5 millions de spectateurs. France 2 connaît sa plus grosse audience pour le match Angleterre-France qui est regardé par 6,1 millions de personnes soit 36 % de part de marché. Le match précédent, Italie-Galles, est suivi par 2,2 millions de téléspectateurs.
Sur les ondes françaises, le Tournoi est commenté en direct par la radio RMC qui prend l'antenne une heure avant la rencontre et la rend une heure après le match. Les débats et commentaires sont réalisés par des journalistes et d'anciens joueurs internationaux.